# Vin rouge

Un verre de vin rouge.

Un vin rouge est obtenu par la fermentation du moût de raisins noirs en présence de la pellicule, des pépins et éventuellement de la rafle. Le temps plus ou moins long de cette fermentation varie selon le genre de vin voulu, les caractéristiques de chaque vendange et les traditions liées au terroir viticole de production. C’est la cuvaison qui peut varier d’une semaine au maximum pour obtenir des vins légers et souples, jusqu’à trois ou quatre semaines pour des vins de garde. Ce sont des vins dits tranquilles mais il existe des vins rouges mousseux comme le lambrusco en Italie.

## Historique
L’histoire de la vigne se confond avec celle du bassin méditerranéen. Il y a plus d’un million d’années, la vigne y poussait déjà sous forme de lambrusques, lianes sauvages qui n’ont qu’une lointaine ressemblance avec la vigne cultivée moderne.

### Préhistoire

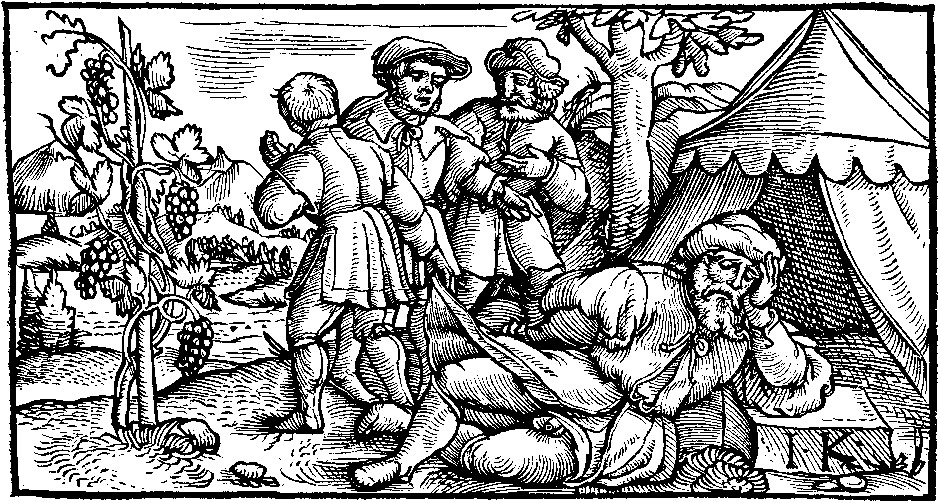
Ivresse de Noé, bois gravé de 1539

Se fondant sur les plus récentes découvertes archéologiques, des auteurs comme Alexis Lichine situent en Arménie la « patrie du raisin », tandis que Hugh Johnson ne manque pas de souligner que ce lieu d’origine de la vigne cultivée est en même temps celui où le mont Ararat sert de frontière septentrionale entre la Turquie et l’Arménie orientale, lieu où la légende biblique fait planter la vigne par le patriarche Noé à la fin du Déluge. Une récente découverte a encore repoussé la date d’apparition de la vigne et du vin. Au cours de l’année 2007, une équipe composée de vingt-six archéologues irlandais, américains et arméniens a fouillé un site, proche de la rivière Arpa, près de la communauté d’Areni. Dans une caverne composée de trois chambres, ils ont trouvé un crâne contenant encore son cerveau, des traces de cannibalisme ainsi que des vases emplis de pépins de raisin permettant de supposer qu’en ce lieu, il y a 6 000 ans, aurait eu lieu la plus ancienne vinification au monde.
Cette découverte dans le Vayots Dzor, région arménienne au sud du pays, de pépins de raisin, en 2007, a incité la National Geographic Society à financer une nouvelle campagne au cours de l’année 2010. Les fouilles archéologiques, faites sur le site Areni-1 ont mis au jour un complexe de vinification daté de 6 100 avant notre ère. Découverte qui permet d’établir avec certitude que le berceau de la vigne et du vin se situe actuellement en Arménie.
Une équipe internationale d’archéologues a retrouvé les traces et les équipements d’une vinification sur un site de 700 mètres carrés. Ce complexe de vinification correspond à la période du chalcolithique. Ils ont identifié un fouloir et une cuve de fermentation en argile abrités dans une grotte. Ce sont les plus anciens connus à ce jour, a indiqué le 11 janvier 2011, Gregory Areshian, de l’Institut d’Archéologie Cotsen à l’UCLA, codirecteur des fouilles. Il considère aussi que c’est l’exemple le plus complet de production vinicole au cours de la préhistoire,.
Outre fouloir et cuve, ont été identifiés des pépins, des reliquats de grappes pressés, des sarments de vigne desséchés, des tessons de poterie, une tasse ouvragée dans une corne et un bol cylindrique servant à boire le vin ,. Le fouloir, un bassin d’argile d’un mètre carré et de 15 centimètres de profondeur, possédait un conduit pour permettre au jus de raisin de se déverser dans la cuve de fermentation. Profonde de 60 cm de profondeur, celle-ci pouvait contenir de 52 à 54 litres de vin,.
Ce complexe a été découvert dans les montagnes du sud-est de l’Arménie, dans une grotte dénommée Areni-1, du nom du village proche et toujours renommé pour sa production viticole. Cette grotte est située dans une gorge profonde dans la région de Vayots Dzor. Ces premiers vignerons de l’humanité pourraient être les ancêtres des peuples Kouro-Araxes, une ancienne civilisation du Caucase,. Ce site de vinification était entouré de dizaines de tombes, faisant penser que le vin pourrait avoir joué un rôle cérémonial. L’idée que cette population ne devait pas boire uniquement du vin lors des inhumations mais aussi dans la vie courante a été avancée. Mais aucune trace de cette consommation à l’extérieur de la grotte n’a jusqu’à présent été prouvée,.
Par contre, il est sûr pour les paléo-botanistes que les pépins sont du type Vitis vinifera vinifera, variété de vigne qui produit les plus grands vins de nos jours,. La vigne, à l’origine sauvage et identifiée comme Vitis vinifera silvestri, avait donc été domestiquée, passant de la lambrusque à l’état de raisin de cuve. « De toute évidence, les raisins étaient écrasés avec les pieds comme cela a été fait très longtemps dans toutes les régions de production viticole », a précisé Gregory Areshian,.
De plus « la présence sur le site de malvidine, pigment donnant la couleur rouge au vin, est un autre indice confirmant que ces installations servaient bien à la vinification », ont souligné les archéologues,. Cela prouve que la vigne avait déjà été domestiqué il y a six millénaires. Les plus anciens vestiges comparables à ceux découverts en Arménie avaient été identifiés à la fin des années 1980, en Égypte, dans la tombe du roi Scorpion Ier, et datait de près de 5 100 ans,,. « Des installations similaires à celles récemment découvertes en Arménie et destinées à presser les raisins ont été utilisées jusqu’au XIXe siècle dans tout le bassin méditerranéen et le Caucase », a souligné Gregory Areshian.
Les analyses au radio-carbone effectuées par l’Université de Californie ont pu confirmer la datation. Et une nouvelle méthode scientifique a été utilisée pour déterminer avec précision que ce vin arménien datait de 4 100 ans avant notre ère.

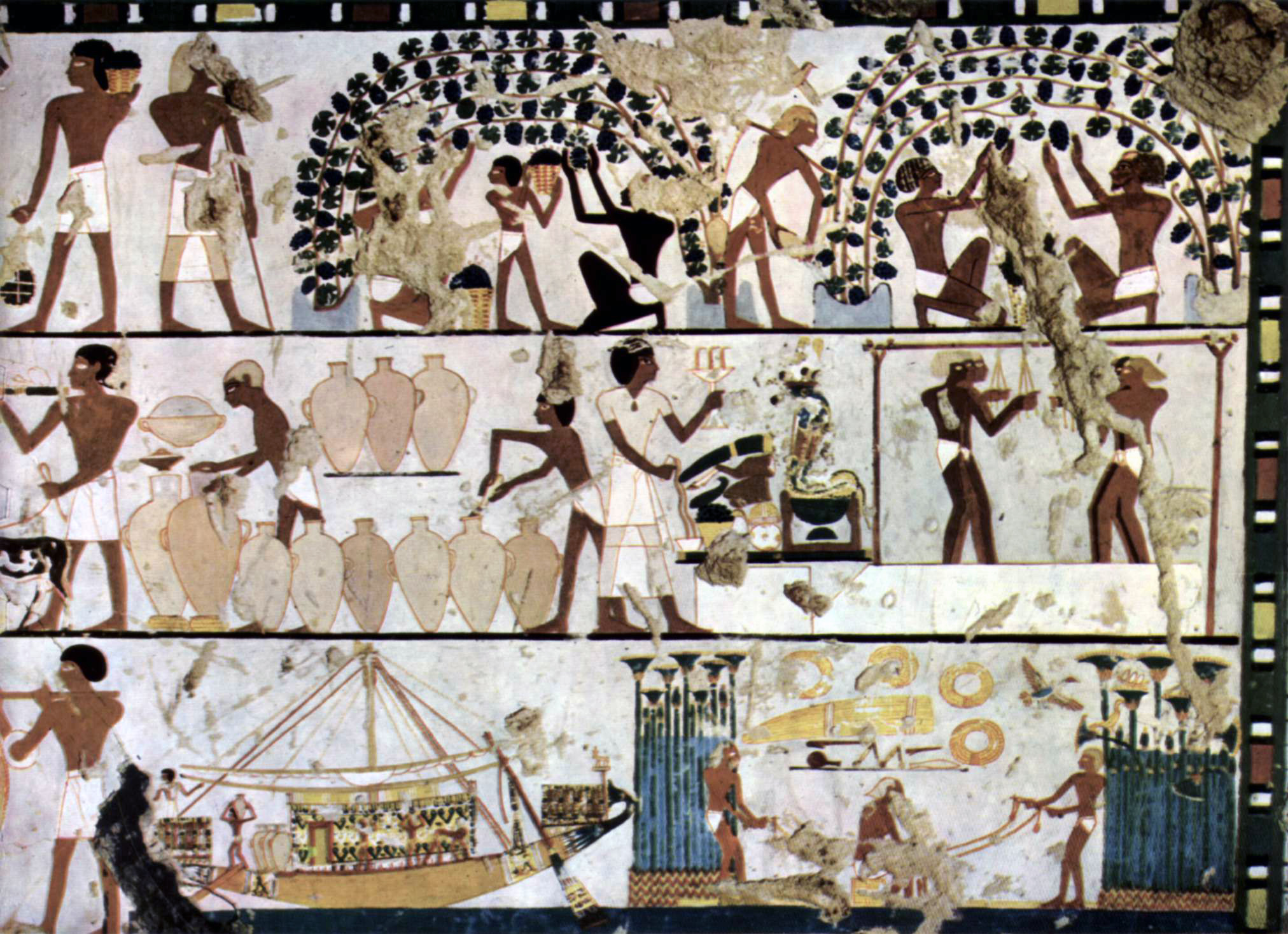
Viticulture et vinification dans l’Égypte antique

Cette apparition du premier vin sur le haut-plateau arménien et en Transcaucasie a été aussi confortée par la découverte de pépins de raisin dans des couches datant des IVe et IIIe millénaires av. J.-C., tant en Géorgie que dans la plaine de Kharpout. À cette même période, d’autres fouilles ont mis en évidence en Arménie la présence de grandes réserves à vin près des habitations par la découverte de grandes jarres portant des traces de fermentation et des résidus de lie. Tout près, une aire pavée servait de fouloir.
La première représentation des procédés de vinification est le fait des Égyptiens, remontant au IIIe millénaire av. J.-C. (sur des bas-reliefs représentant des scènes de pressurage et de vendange, datant de 2500 av. J.-C.) donc bien après les premières traces connues comme celles datant de 5000 à 5600 avant notre ère trouvée dans le village Shoulaveris Gora en Géorgie.

### De l’Antiquité au Moyen Âge
(février 2011).
Si vous disposez d'ouvrages ou d'articles de référence ou si vous connaissez des sites web de qualité traitant du thème abordé ici, merci de compléter l'article en donnant les références utiles à sa vérifiabilité et en les liant à la section « Notes et références ».

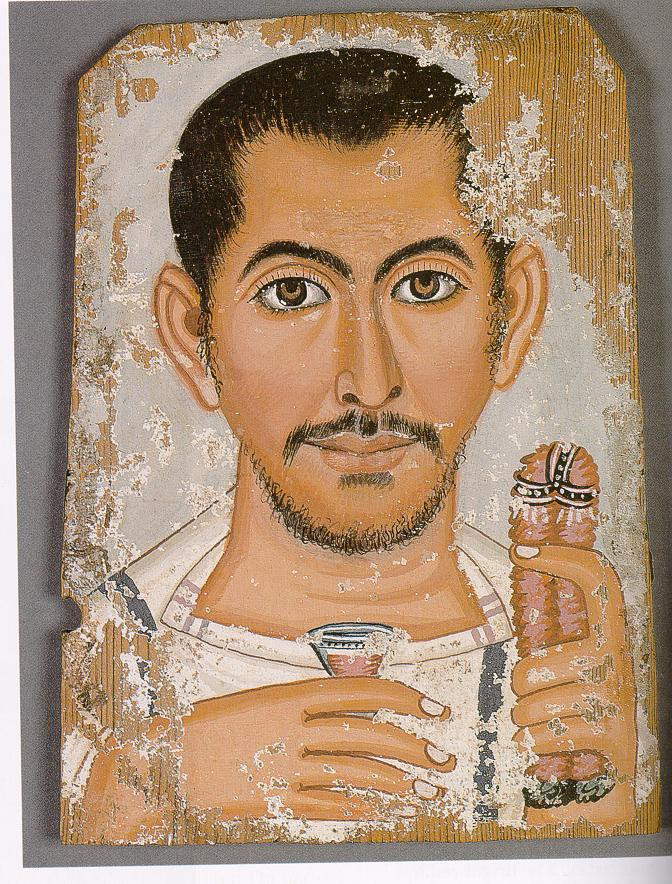
Portrait d’homme du Fayoum dégustant un verre de vin rouge.

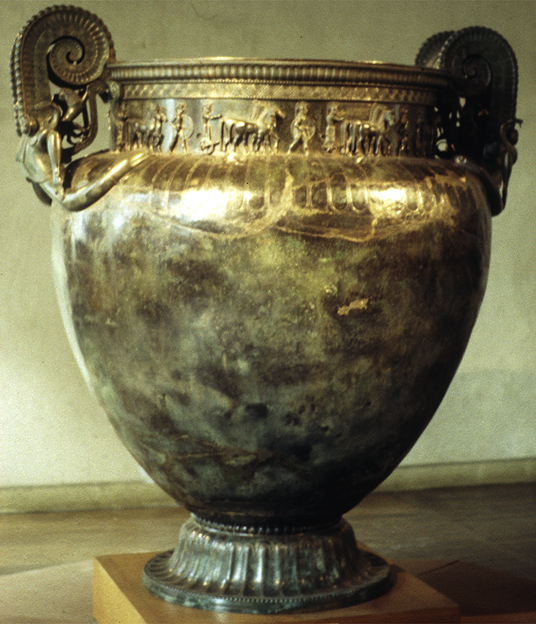
Cratère de Vix.

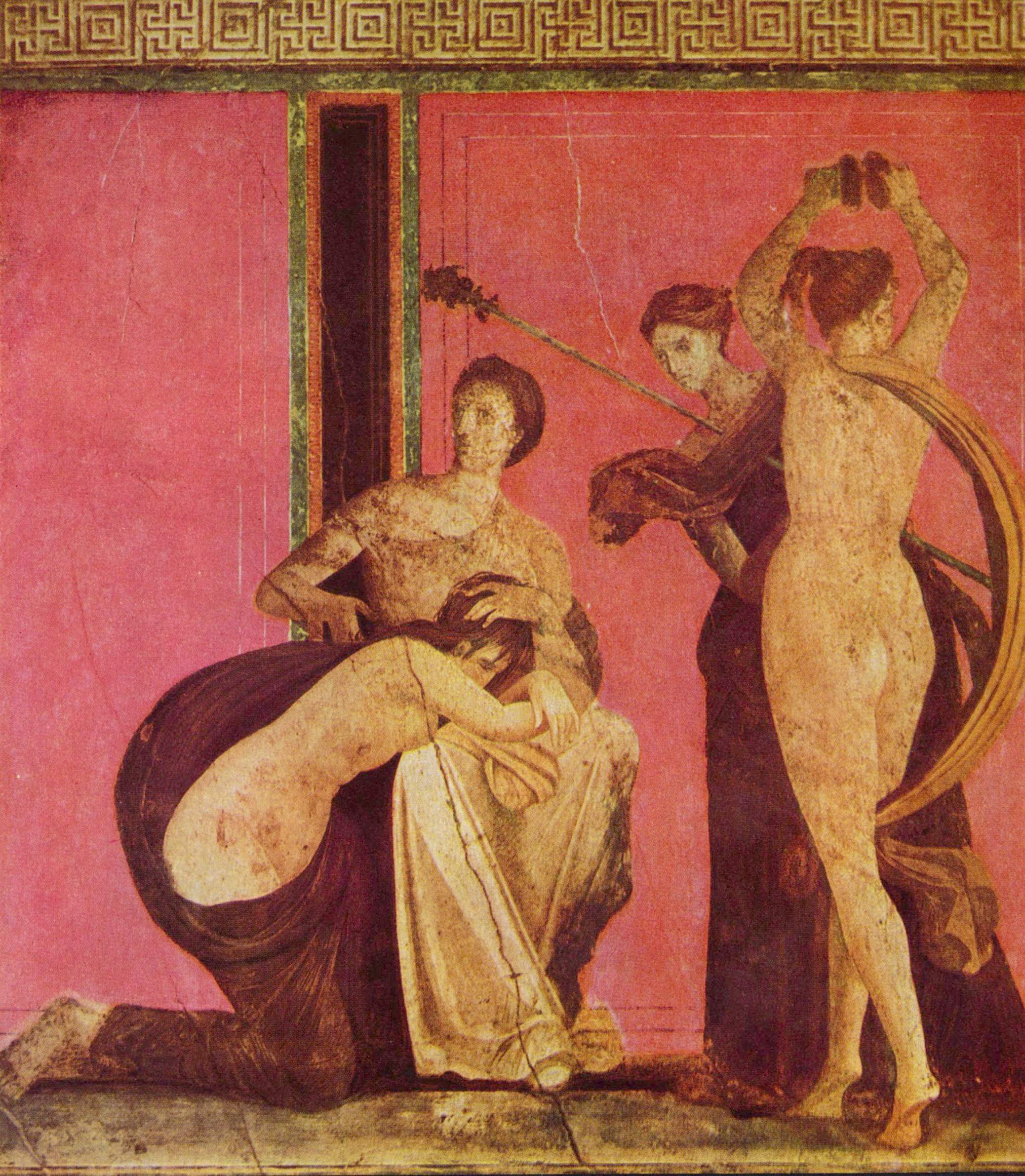
Initiation bachique
Fresque de la Villa des Mystères, Pompei.

Bien que l’on trouve des traces de culture de la vigne datant de fort longtemps (VIe millénaire av. J.-C. en Mésopotamie et Espagne par exemple), c’est dans la haute antiquité (IIIe millénaire av. J.-C. environ) que naissent, en Mésopotamie, les premières techniques de vinification et surtout la Culture du Vin.
Les peintures égyptiennes attestent déjà de l’importance de la vigne à cette époque. Mais c’est la civilisation grecque qui apporte le meilleur éclairage sur les pratiques de l’antiquité. L’usage grec voulait que l’on utilise toute une série de vases dont les formes variées correspondaient à l’habitude de mélanger le vin et l’eau : ces récipients, ou cratères, dont le plus célèbre est celui de Vix, étaient décorés de peintures qui mettaient le plus souvent en scène des satyres chargés de l’élaboration du vin mais aussi d’une part de sa consommation et, parfois, Dionysos lui-même.
L’étude des représentations les plus anciennes montre que le vin élaboré alors ne pouvait qu’être de couleur claire puisque le raisin qui est apporté sur le lieu de vinification est soit foulé, soit pressé directement, le vinificateur recueillant immédiatement le jus afin de le faire fermenter en clair. Sans cuvaison, il était de fait impossible d’obtenir une couleur rouge soutenue. Ainsi, nombre de représentations anciennes (vases, mosaïques, bas-reliefs...) montrent à l’évidence la pratique courante de la vinification en rosé, que ce soit en Égypte, en Grèce ou à Rome.
Tout au long de l’antiquité, à la faveur du commerce et parfois des invasions, la connaissance du vin va se répandre sur tout le pourtour du bassin méditerranéen. Ainsi, six-cents ans avant Jésus-Christ, lorsque les phocéens débarquent sur la côte Provençale, fondent Marseille et essaiment peu à peu dans la région, ils apportent en même temps leur culture du vin et, dans les cales de leurs navires, leurs vins, toujours de couleur claire.
L’extension de l’Empire romain va entraîner celle de la culture et du culte du vin dans les pas des légions romaines. Le Dionysos des Grecs, devenu le Bacchus des latins se voit vouer un véritable culte comme l’atteste la Villa des Mystères à Pompéi. Au début de l’ère chrétienne, la vigne se répand en Espagne et en Gaule jusqu’en des régions très septentrionales.
Durant toute cette période, la vinification, qui se faisait essentiellement à base de raisins noirs, reste exempte de macération, les vins étaient donc aussi, comme depuis la haute antiquité, de couleur claire. Le jus était en général recueilli après un simple foulage et la pressée était immédiate. Le pressoir était connu depuis longtemps déjà mais c’étaient de lourdes machines, fort onéreuses et peu de caves pouvaient en posséder. Les plus riches, mieux équipés, pouvaient presser à la demande pour les plus modestes mais moyennant un paiement le plus souvent jugé trop onéreux.

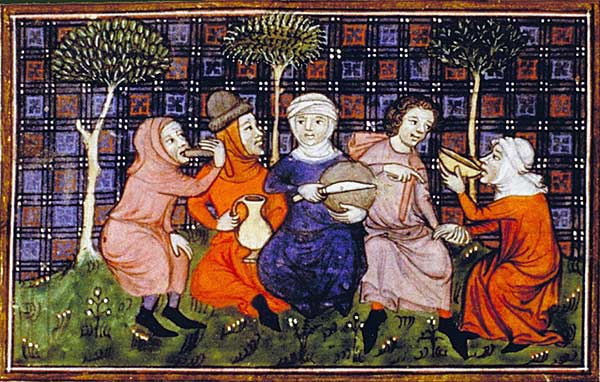
Une importante consommation de vin au Moyen Âge.

À la chute de l’Empire Romain, l’Église maintient dans ses diocèses la culture de la vigne et du vin et répand sa commercialisation. Le vignoble s’étend alors régulièrement partout en Europe, aidé en cela par l’extension des ordres monastiques. D’autres types de vins composaient cependant la palette de l’époque : le blanc, et le vermeil ou noir, vinum rubeum, obtenu par une macération plus longue. Mis à part en Italie, il semble que les raisins aient été pendant des siècles très majoritairement de couleur noire.
Le vin rouge ne s’est développé, en France puis en Europe, qu’à partir du XIVe siècle. Jusqu’alors en effet, les vins les plus appréciés étant blancs et rosés. Le rôle joué par la Cour pontificale d’Avignon dans cette mutation de goût fut essentiel, le vin de Beaune descendant plus facilement vers le sud par l’axe Saône/Rhône, tandis que, pour atteindre Paris, il devait traverser la Côte en charroi jusqu’à Cravant pour rejoindre l’Yonne.

### Un tournant majeur finXVIIesiècle
Pendant des siècles, le clairet a dominé largement la production et les échanges mais, à la fin du XVIIe siècle, la demande populaire, surtout à Paris, s’oriente vers les vins plus fortement colorés, plus rudes, plus tanniques, issus d’une macération plus longue que le clairet. Ces vins, qui existaient depuis plusieurs siècles mais dont la demande ne s’était pas exprimée jusqu’alors, sont désormais considérés comme « plus nourrissants », propres aux travailleurs manuels auxquels ils sont censés donner de la force. Ils sont le plus souvent élaborés en basse Bourgogne, Béarn, Gaillac, Cahors, ou Espagne. Au fil des décennies, ils seront appelés vins noirs ou vins vermeils, puis tout simplement, vins rouges.
Au XVIIIe siècle, dans toutes les régions de production, la durée de cuvaison augmente donc peu à peu et les moûts restent sur les marcs : la couleur du vin évolue du rosé vers le rouge alors que s’amorcent en France les mouvements sociaux qui conduiront la bourgeoisie à supplanter l’aristocratie. Rien ne permet aujourd’hui d’établir un parallèle entre ces deux évolutions mais la coïncidence est troublante.
En Angleterre également, la demande s’oriente vers les new French clarets. Ils sont bien loin des vins désignés auparavant sous le terme de « clarets » puisqu’ils sont beaucoup plus fortement colorés. Par la suite cependant, l’Angleterre conservera le terme de « claret » mais comme synonyme de « vins de Bordeaux » alors que le terme de « rosés » se généralisera partout ailleurs en Europe.
Au XIXe siècle, l’ensemble des vins de couleur claire s’est effacé au profit du rouge. À l’aube du XXe siècle, les replantations consécutives à la crise du phylloxéra confirment la tendance : les cépages les plus utilisés sont ceux qui produisent des raisins particulièrement colorés.

## Répartition géographique

### Production
L’Europe est un continent sur lequel pratiquement chaque pays a sa propre production de vin, que vous soyez sur les pentes de l’Etna en Italie, en France, en Suisse, en Allemagne, en Autriche, en Belgique, en Espagne, au Portugal, en Hongrie, en Moldavie, en Bulgarie et même dans des pays de faible surface comme le Luxembourg. Certains secteurs géographiques favorisent le blanc, d’autres le rosé ou encore le rouge. La fabrication de vin rouge se fait de nos jours sur tous les continents.
Le continent africain est un important producteur de vins rouges : l’Afrique du Sud, tous types de vins confondus, fait partie des principaux exportateurs mondiaux. L’on retrouve aussi une importante production des pays du Maghreb comme les Sidi Brahim, très populaires en Algérie, au Maroc et en Tunisie.
Les vins des États-Unis mais aussi du Canada, sont majoritairement issus des cépages d’Europe comme le cabernet sauvignon, le merlot, ou encore le sangiovese utilisé en Italie pour le Chianti. Le Mexique, lui aussi, produit du vin rouge. Le cépage le plus répandu y est d’ailleurs le cabernet-sauvignon. L’Amérique du Sud n’est pas en reste avec les productions de pays tels que l’Argentine, le Brésil ou encore le Chili.
En Asie, l’Inde, la Chine et la Russie émergent. Le Japon est aussi producteur de vins mais la tradition semble plutôt le porter vers le rosé. Plusieurs pays de l’Asie mineure produisent des vins : la Turquie avec son Doluca Özel Kav ou encore le producteur historique, le Liban.
Au sein de l’Océanie enfin, on remarque principalement l’Australie qui, en 2005, est la quatrième exportatrice avec une croissance de 80 % sur des cinq dernières années. Son climat et ses sols en font un endroit propice pour la culture de la vigne. On trouve aussi la Nouvelle-Zélande bien que sa production semble marginale.

### Consommation

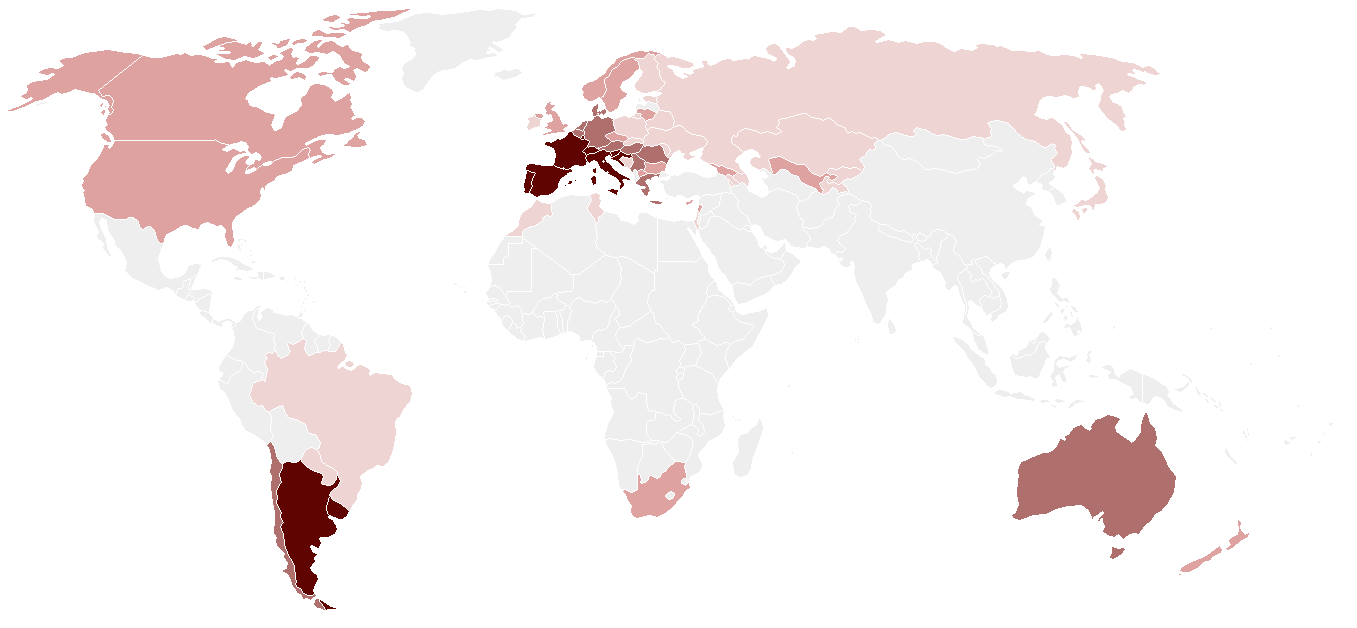
Consommation annuelle de vin, tous types confondus, par habitant :
moins de 1 litre.
de 1 à 7 litres.
de 7 à 15 litres.
de 15 à 30 litres.
Plus de 30 litres.

L’Europe et l’Amérique du Nord sont d’importants consommateurs de vins rouges mais les comportements d’achats diffèrent selon les pays. Ainsi, si le premier critère d’achat d’un vin est le cépage pour un américain, un espagnol va plutôt chercher l’AOC et un suisse « moyen », le meilleur prix.
Au Royaume-Uni, entre 2001 et 2005, la consommation de vin rouge a augmenté en volume de 35,71 %. Il reste le vin le plus consommé outre-Manche avec un peu plus de la moitié de toute la consommation de vin. En Espagne, le vin rouge représente 52 % de la consommation totale de vins, 55,6 % en Italie en 2004 et 70 % en Suisse.
Au Canada, c’est aussi le vin rouge qui domine avec une part de marché qui représentait, en 2004, 52,3 % des ventes totales de vin. Il existe cependant une grande disparité selon les territoires, le Québec étant plus proche des trois quarts. Aux États-Unis, c’est plutôt un équilibre entre vin blanc, plutôt apprécié des femmes, et vin rouge, plutôt préféré par les hommes.
Mais le vin rouge semble gagner des parts de marché sur les autres types de vins dans de nombreux pays. Ainsi, même s’il existe toujours une préférence pour le vin blanc en Australie, la part de consommation du vin rouge connaît une importante progression. Au Japon, la consommation de vin blanc a longtemps dominé sur celle du vin rouge mais ce n’est plus le cas aujourd’hui : 48 % des vins consommés sont des vins rouges contre 43 % de vins blancs. Même si l’on peut, malgré tout, observer une progression de la part du vin rouge sur les autres types de vins, dans plusieurs pays, le volume global de consommation de vin tend à baisser. En Argentine par exemple, la consommation de vin ne cesse de baisser, ayant même atteint un -10 % de 2003 à 2004.
En 2013, la Chine est devenue le premier consommateur mondial de vin rouge, devant la France et l'Italie.

## Quelques cépages
Le cépage décrit le cultivar de la vigne utilisée pour produire le vin.
- Le sciaccarellu, le nielucciu et le vermentinu sont des cépages corse.
- Le barbera : Italie, Argentine, Australie, Brésil, Californie, etc.
- Le cabernet franc : planté sur environ 45 000 hectares dans le monde dont 36 000 hectares en France, le Bordelais (notamment le fronsac et le saint-émilion) en possède plus de la moitié suivie par la vallée de la Loire (le bourgueil, le chinon, etc.). Il se distingue par sa finesse aromatique, ses arômes épicés et parfois de poivron et sa bonne aptitude au vieillissement, vis-à-vis du cabernet sauvignon qui présente moins d’intérêt organoleptique mais plus de composés phénoliques. Ce dernier permet de créer des vins qui présentent une bonne aptitude à la garde.
- Le cabernet sauvignon : c’est l’un des cépages les plus répandus dans le monde (Europe, Californie, Australie, Chili...). Il est traditionnellement utilisé en France dans le Bordelais.
- Le carignan : d’origine espagnole, il est cultivé en France, en Espagne, en Italie, en Grèce, en Californie, au Mexique, en Argentine et en Australie.
- Le cinsault : d’origine provençale, il est cultivé en France, en Algérie, au Portugal, au Maroc et en Afrique du Sud où il a été croisé avec le pinot noir, donnant le pinotage, un métis intraspécifique très cultivé là-bas.
- Le côt (ou malbec) : Argentine, France (notamment le cahors), Chili, Californie, Australie et Italie.
- Le gamay : cultivé en France dans le beaujolais et la vallée de la Loire.
- Le grenache noir : originaire d’Espagne, il serait arrivé en France au Moyen Âge. C’est l’un des cépages les plus cultivés en France et dans le monde. On le trouve dans le Midi de la France (Languedoc, Roussillon et vallée du Rhône), en Espagne, en Italie, au Maghreb, en Californie et en Australie. Il donne un vin fort, fruité et intensément coloré.
- Le merlot : utilisé traditionnellement en France (surtout dans le Bordelais : saint-émilion, pomerol...) mais aussi en Italie, Australie, Chili, Bulgarie, Moldavie, Suisse et en Californie.
- La mondeuse : cépage originaire de Savoie et qui fut longtemps utilisé en Bugey. Il donne dans sa région d’origine des vins de garde de grande qualité qui, en vieillissant, prennent un bouquet évoquant la violette, la framboise puis la truffe. Il est cultivé en Suisse, au Frioul, dans l’ex-Yougoslavie, en Californie, en Argentine et en Australie.
- Le mourvèdre : d’origine espagnole où il porte le nom de monastrell, il est cultivé en France (Provence et Languedoc) mais aussi en Californie et en Australie où on le nomme quelquefois mataro. Très coloré, il possède un potentiel de garde important. Poivre, gibier, truffe, écurie et fruits noirs sont ses principales caractéristiques aromatiques. Il dégage souvent aussi des arômes de basse-cour.
- Le pinot noir : cultivé en Allemagne, aux États-Unis (notamment l’Oregon), France (surtout en Bourgogne et en Champagne), Nouvelle-Zélande, Suisse, etc. Il permet d’obtenir des vins rouges d’une belle couleur et d’une grande complexité aromatique qui vieillissent bien.
- Le sangiovese[33] : principal cépage rouge du chianti et d’une bonne partie de l’Italie centrale, il est le cépage le plus répandu d’Italie. Il donne des vins fruités, colorés et légèrement acides qui accompagnent à merveille la cuisine italienne à base de tomate. Il est également présent en Californie et en Argentine.
- La syrah : longtemps négligé du fait de son faible rendement et de son manque de résistance à certaines maladies, la syrah s’est aujourd’hui étendue à l’ensemble de la vallée du Rhône, puis à la Provence, au Languedoc-Roussillon et au Sud-Ouest, remplaçant notamment le carignan à la réputation injustement dégradée. Près de 350 km² sont plantés actuellement en France (dont plus de la moitié en Languedoc-Roussillon) et on cultive aussi la syrah en Australie, en Afrique du Sud, au Mexique, en Californie et en Suisse. La syrah donne un vin de garde très coloré aux arômes de petits fruits rouges avec un parfum caractéristique de violette.
- Le zinfandel[34] : largement planté dans le monde, on en trouve en Californie, Italie, France, Croatie, etc. Il est utilisé en rouge pour réaliser des vins charpentés.

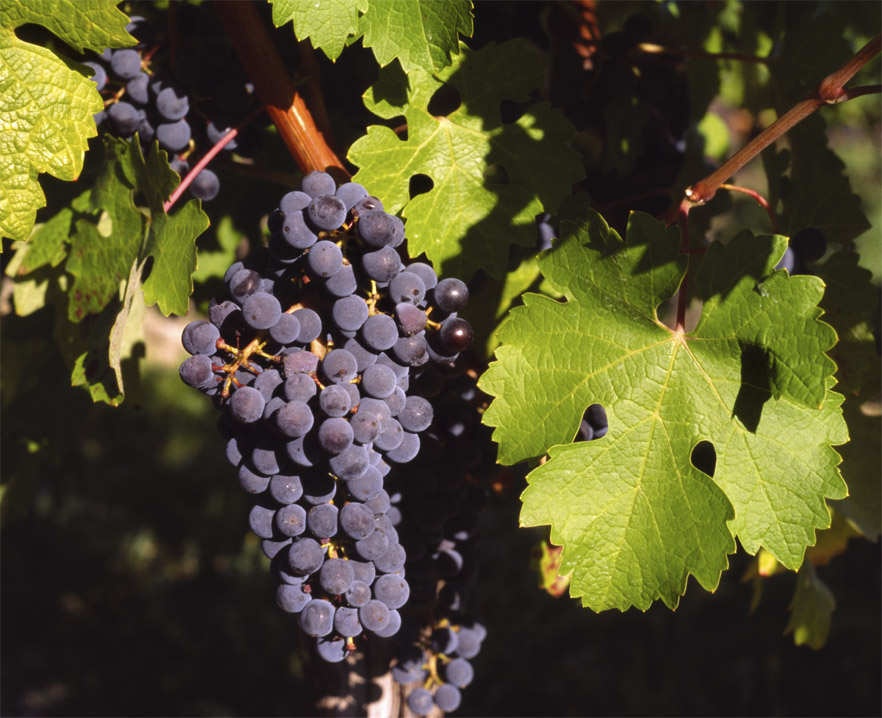
Grappe de cabernet sauvignon.
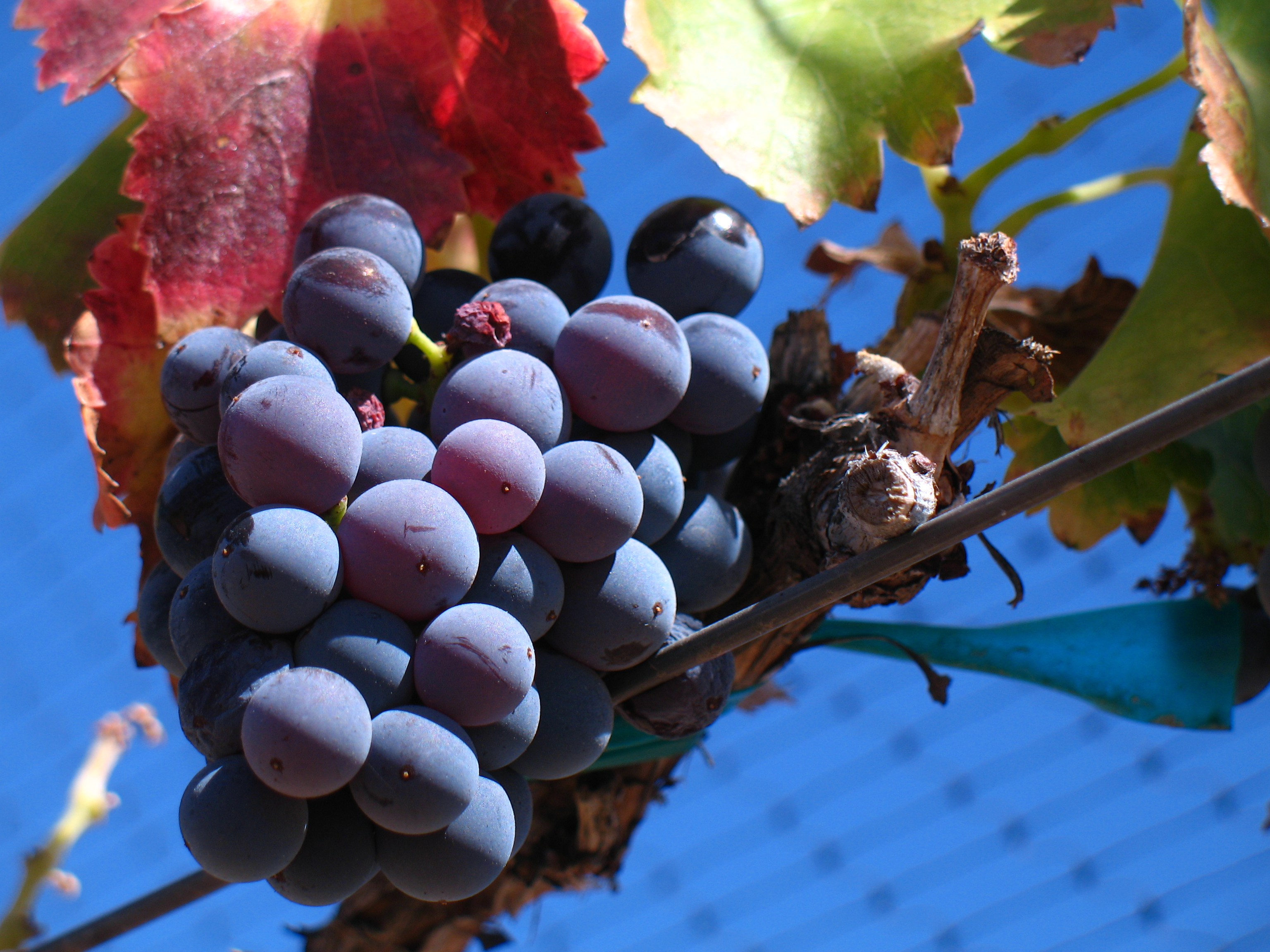
Grappe de grenache noir.
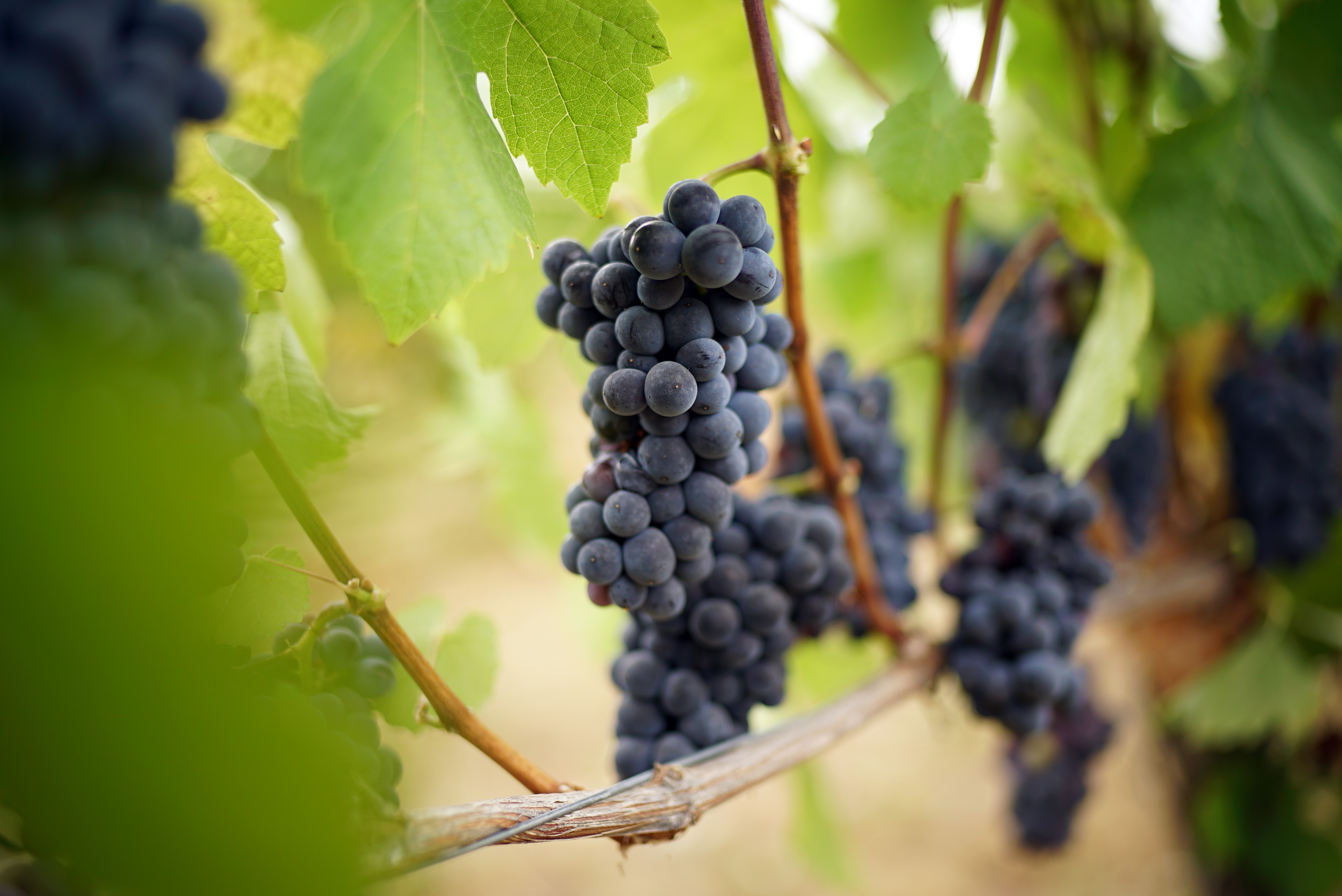
Grappe de pinot noir.
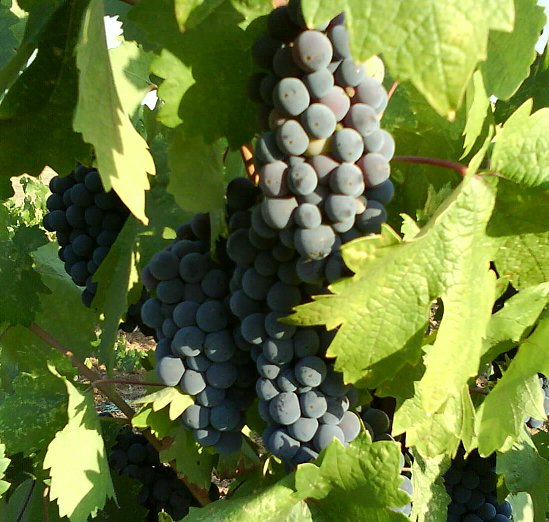
Grappe de zinfandel.

## Constituants du raisin de cuve
Tous les cépages décrits ci-dessus ont une constante dans leur structure (interne ou externe) et dans les constituants qui les composent. Le tableau ci-joint résume ces éléments communs.
|                                      | Observation | Constituants                                                                                                  | Rôle en vinification                                                          |
| Peau environ 10 % du poids du grain  | Recouverte d’une fine poussière grisâtre : la pruine elle est constituée d’une enveloppe extérieure : la cuticule dont les cellules internes contiennent les vitamines B, C et P, des matières colorantes et odorants : l'hypoderme                         | - eau - sucres - tanin - cellulose - vitamines - Matières minérales, azotées, acides, colorantes et odorantes | Apport de ferments utiles : coloration, fruité, vitamines                     |
| Pulpe environ 85 % du poids du grain | C’est la partie la plus importante du grain Elle est généralement incolore sauf pour les cépages teinturiers Au pressurage, le centre de la pulpe s’écoule en premier, puis vient ce qui se trouve sous la peau et enfin la pulpe qui est autour des pépins | - eau - sucres - matières acides, minérales, azotées et pectiques                                             | Solvant de fermentation sous l’action des levures                             |
| Pépin environ 5 % du poids du grain  | Ce sont les graines de la vigne On en compte de 0 à 4 par grain | - eau - tanin - huile - matières hydrocarbonées, acides, azotées et minérales                                 | Au cours d’une fermentation en rouge, ils apportent tanin et matières azotées |

## Constituants des moûts

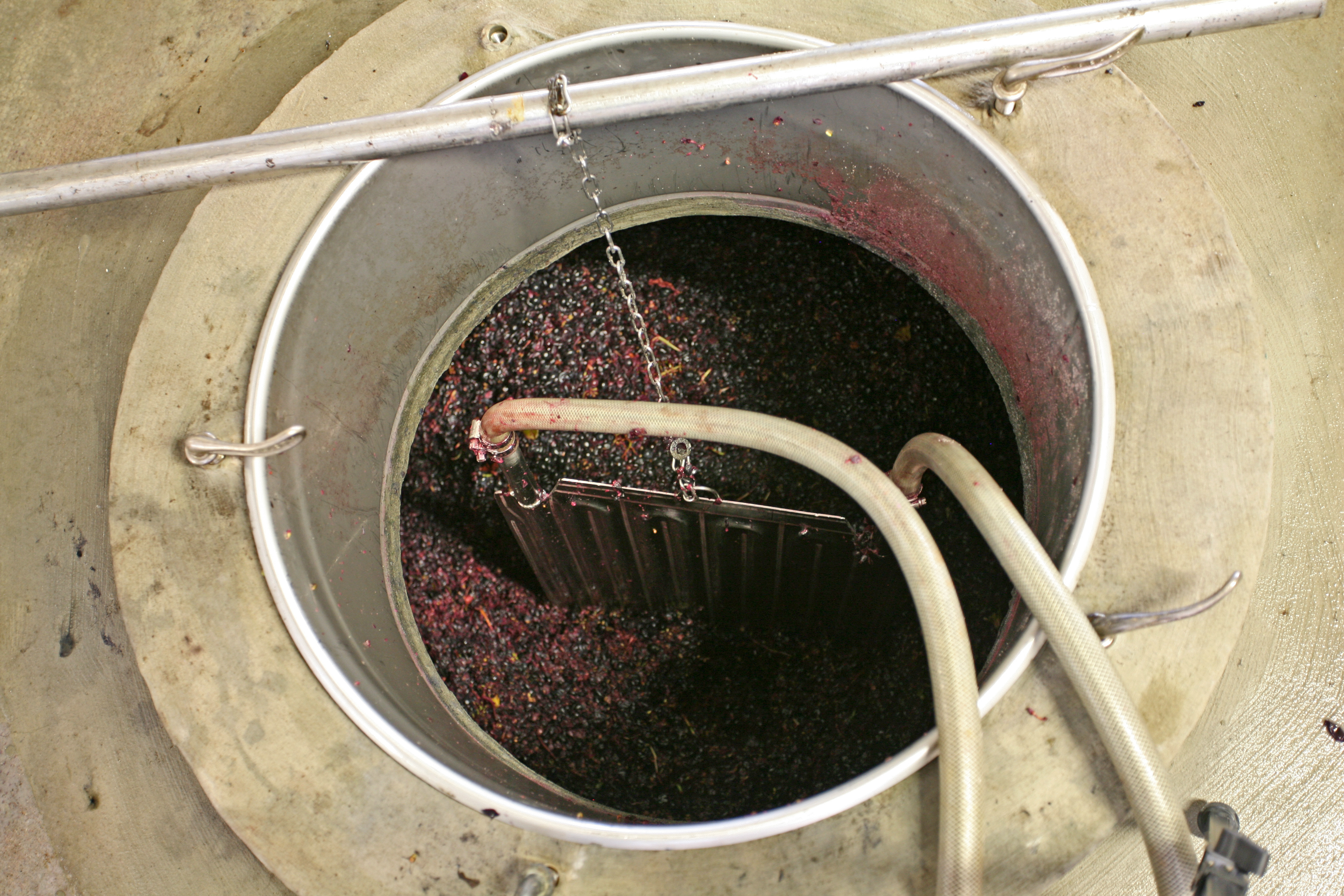
Moût de vendange rouge dont la fermentation est thermorégulée (présence d’un drapeau réfrigérant permettant une macération à basse température).

Les moûts du vin rouge contiennent de l’eau, des sucres, des acides, des levures, ainsi que des matières azotées, pectiques, colorantes et odorantes. La durée de leur macération — qui peut varier de quelques jours à quelques semaines — permet d’obtenir toute une gamme qui va des « vins primeurs » ou « nouveaux », faciles à boire, à des « vins de garde » ou « de longue garde », plus complexes et plus riches gustativement.

### Eau
Le moût est composé de 70 % à 80 % d’eau dont le rôle, dans la macération, est de mettre en contact les différentes matières et de dissoudre certaines substances.

### Sucres
Ils sont présents avec un taux de 150 à 250 g/l. Sous l’effet de la photosynthèse chlorophyllienne se forment à l’intérieur du grain deux sortes de substances : les sucres infermentescibles et ceux fermentescibles. Dans la première catégorie entre toujours le saccharose et, en surmaturation de certaines grappes, le xylose et l’arabinose. Dans l’autre catégorie, les sucres réducteurs, comme le glucose et le fructose, sont fermentescibles sous l’action des levures et produisent des molécules d’alcool et de gaz carbonique.

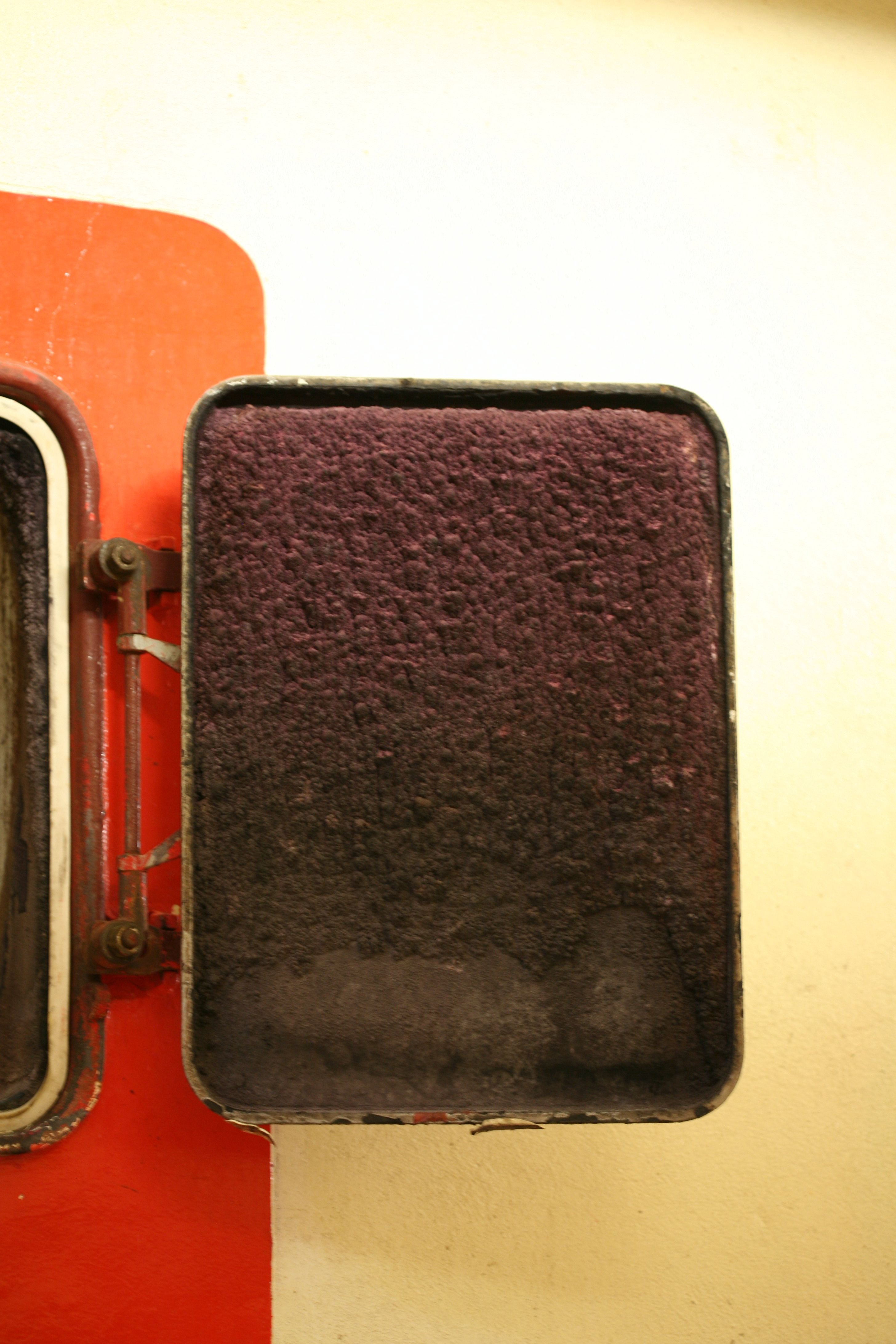
Dépôt de sels tartriques sur la porte d’une cuve de stockage

### Acides
Ils sont classés en deux catégories : acides organiques et acides minéraux. Ils sont présents avec un taux de 3 à 9 g/l. Les premiers se forment, en faible quantité, sous l’effet de la photosynthèse. Il s’agit de l’acide tartrique, de l’acide malique et de l’acide citrique. Ils se trouvent dans toutes les parties vertes de la vigne, soit à l’état libre, soit sous forme de sels. Les seconds, d’origine minérale, ne se rencontrent qu’à l’état de sels. Il s’agit de l’acide sulfurique, de l’acide chlorhydrique et de l’acide phosphorique. L’ensemble de ces substances a une action antibiotique contre les ferments de maladie et permet au vin de se conserver. De plus, ces acides apportent corps et fraîcheur et avivent la couleur. Un vin sans acide est plat, un excès le rend dur.

### Minéraux
Ces sels sont puisés essentiellement dans le sol par les racines de la vigne. Leur présence est de 2 à 4 g/l. Le potassium représente à lui seul la moitié de cette matière minérale. Les autres 50 % sont constitués par ordre décroissant de calcium, magnésium, fer, manganèse, phosphore, chlore, soufre, carbone et silice. À titre d’exemple, en terrain sain, le sel (NaCl) ne représente que 400 mg/l et la règlementation n’autorise pas un taux supérieur à 1,5 g/l.

### Matières azotées
Cette matière azotée est puisée par les racines de la vigne dans un sol qui contient peu ou prou de nitrates. Elle se retrouve dans le moût entre 1 et 2 g/l. Elle a son utilité lors de la macération pour l’alimentation des levures viniques et disparaît presque totalement lors de la fermentation alcoolique. Sa présence plus importante dans des vendanges abîmées par des incidents climatiques (pourriture grise) doit être traitée afin d’éviter tout accident de conservation au vin.

### Matières pectiques
La pectine est présente, entre 0,20 et 7 g/l, sous la forme de sucres complexes dans le grain du raisin. Si un excès rend la clarification du vin difficile, sa présence à un taux raisonnable participe au bouquet de celui-ci et lui apporte velouté et moelleux.

### Matières colorantes
Elles se trouvent essentiellement sous la peau du grain de raisin et se classent en deux groupes : anthocyanes et flavones. Les anthocyanes colorent les végétaux en rouge ou violet selon la présence d’un milieu acide ou basique tandis que les flavones les colorent en jaune. Ces matières solubles dans l’eau le sont encore plus dans l’alcool. Elles participent à la coloration du vin.

### Matières odorantes
Présentes entre la peau et la pulpe du grain, sous forme de traces, elles donnent au moût puis au vin jeune son fruité et son bouquet. Lors du vieillissement, elles sont responsables de la complexité des arômes. À la dégustation, chaque cépage peut être déterminé par les caractères spécifiques de ceux-ci.

### Récapitulatif
| Constituant         | Provenance                     | Stockage dans la grappe | Importance quantitative | Caractères essentiels, rôle et utilité | Effets néfastes pour le vin s’il y a excès        |
| ------------------- | ------------------------------ | ----------------------- | ----------------------- | --- | ------------------------------------------------- |
| Sucres              | Photosynthèse chlorophyllienne | Pulpe                   | 150 à 250 g/l           | 1 - Sucres fermentescibles : Glucose et fructose apport d’alcool 2 - Sucres infermentescibles : Saccharose, xylose et arabinose apport de moelleux      | déséquilibre : 1 - vin alcooleux 2 - vin sirupeux |
| Acides              | Minéraux et organiques         | Toute la plante         | 3 à 9 g/l               | Sulfurique, chlorhydrique et phosphorique apportent corps et fraîcheur Tartrique, malique et citrique : avivent les couleurs et s’opposent aux maladies | Vin dur                                           |
| Minéraux            | Sol                            | Toute la plante         | 2 à 4 g/l               | Vecteur du caractère et de la typicité du vin | NaCl < 1, 5 g/l                                   |
| Matières azotées    | Sol                            | Toute la plante         | 1 à 2 g/l               | Utiles pour l’alimentation des levures du vin | Influence la conservation du vin                  |
| Matières pectiques  | Origine organique              | Pulpe                   | 0,20 à 7 g/l            | Favorisent le moelleux et le velouté | Clarification (vin louche)                        |
| Matières colorantes | Anthocyanes et flavones        | Peau                    | Traces                  | Couleur | Robe plus ou moins prononcée                      |
| Matières odorantes  | Origine organique              | Sous la peau            | Traces                  | Arômes | Vin plus ou moins aromatique                      |

## Vinification

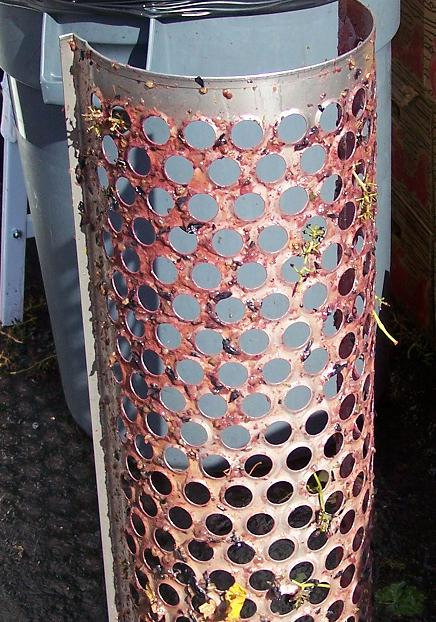
Grille d’érafloir.

Les raisins noirs donnent souvent des jus blancs, sauf pour les quelques cépages dit « teinturiers » comme l’alicante bouschet dont les jus sont colorés. Les pigments rouges, appelés anthocyanes, sont présents dans les pellicules des baies des cépages noirs. La vinification en rouge consiste à faire diffuser progressivement ces pigments, ainsi que d’autres composés de la baie de raisin (tanins, polysaccharides, composés aromatiques...), vers le moût lors de la cuvaison : cette étape caractérise donc l’élaboration traditionnelle des vins rouges.

### Foulage et éraflage
Arrivés en cuverie, les grappes sont généralement foulées et éraflées. La pratique du foulage permet de faire éclater les grains libérant ainsi le jus et la pulpe. Celle de l’éraflage ou de l’égrappage a l’avantage de séparer la rafle, partie ligneuse de la grappe, et d’éviter de donner au vin des goûts herbacés. Dans le cas des vins primeurs, à caractère souple et peu tannique, ces deux phases n’existent pas et les grappes de raisin, entières et non éraflées, sont mises à cuver en présence de CO2, le jus s’extrayant sous le poids de la vendange. Sauf pour les vins primeurs qui subissent une macération carbonique à grappes entière, la vendange, foulée et éraflée, est mise à cuver dans des récipients vinaires. Ces cuves de fermentation peuvent se présenter sous trois aspects, en bois de chêne, en ciment revêtu d’époxy, en acier émaillé ou inoxydable.

### Fermentation alcoolique et macération
Cette fermentation se déclenche le plus souvent naturellement. Elle est provoquée par la présence de levures indigènes sur les grains de raisin et dans la cuverie. La sélection et le clonage de levures spécifiques à chaque vignoble AOC permet aujourd’hui d’ensemencer la vendange par addition de ces ferments.
La fermentation alcoolique dure de quatre à cinq jours à plusieurs semaines. C’est ce que les vignerons d’antan constataient en disant que le vin se mettait à bouillir. Les durées de cuvaison varient en fonction des régions viticoles mais ces traditions régionales peuvent, elles aussi, être sujettes à des changements. Alexis Lichine souligne que, dans le Bordelais, les cuvaisons de trois à quatre semaines ont été remplacées, sous l’influence des jeunes vinificateurs, par une fermentation oscillant de 9 à 14 jours. En réaction se dessine un mouvement dans d’autres propriétés où le vin va cuver trois semaines. Tandis qu’en Bourgogne, depuis plus d’un siècle la durée de cuvage est réduite avec un optimum de 5 à 7 jours et un maximum de 8 à 9 jours.
C’est au cours de celle-ci que matières colorantes et éléments tanniques, issus de la peau du raisin, diffusent dans le jus en fermentation. C’est la macération. La pulpe et la masse de peau, qui donnent couleur et tanin, remontent et flottent sur la phase liquide formant le « chapeau ». En fonction des dimensions de la cuve celui-ci peut atteindre de 60 cm à 1 mètre d’épaisseur.
Pour extraire un maximum de couleur, le maître de chai va devoir faire en sorte que ce chapeau soit à nouveau mélangé au jus. Il peut utiliser pour cela la méthode du pigeage qui permet de faire redescendre le chapeau de marc par différents procédés ou encore de faire remonter le jus du bas vers le haut par pompage en le déversant sur la matière solide.
Durant cette période le vin se structure lors de ces échanges plus ou moins long entre la phase liquide et le phase solide. Une cuvaison — donc une macération — courte donnera des vins peu tanniques à consommer dans leur prime jeunesse, une cuvaison plus longue permettra d’extraire plus de tanins et l’obtention d’un vin de garde.
Cependant, des procédés par chauffage de la vendange (thermovinification, flash détente...) permettent de s’affranchir d’une phase de cuvaison des pellicules en présence des jus : l’extraction des composés pelliculaires ainsi obtenue est cependant moins sélective.

### Écoulage et pressurage du marc
Le vinificateur met un terme à la macération grâce à l’écoulage qui permet de séparer par gravité le vin du marc. Il obtient alors un vin de goutte. Lors du soutirage, le chapeau tombe en fond de cuve et est récupéré pour en extraire par pressurage le vin qu’il peut encore contenir. On obtient un vin de presse. Celui-ci est toujours plus riche en couleur et en tanins. Il peut être soit conservé et élevé à part, soit être assemblé avec le premier vin égoutté.

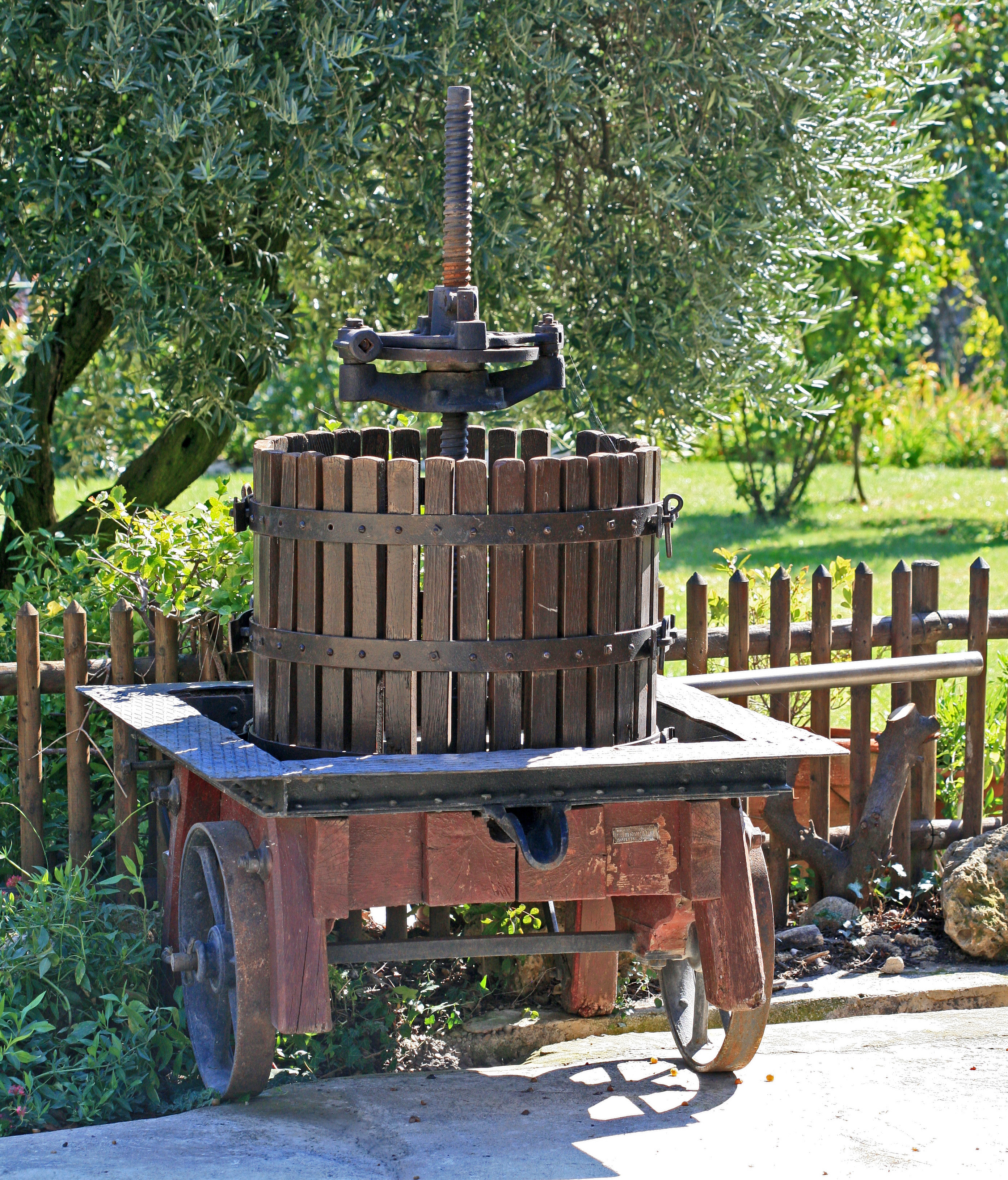
Un vieux pressoir retiré de la cave, il est devenu un objet de décoration.
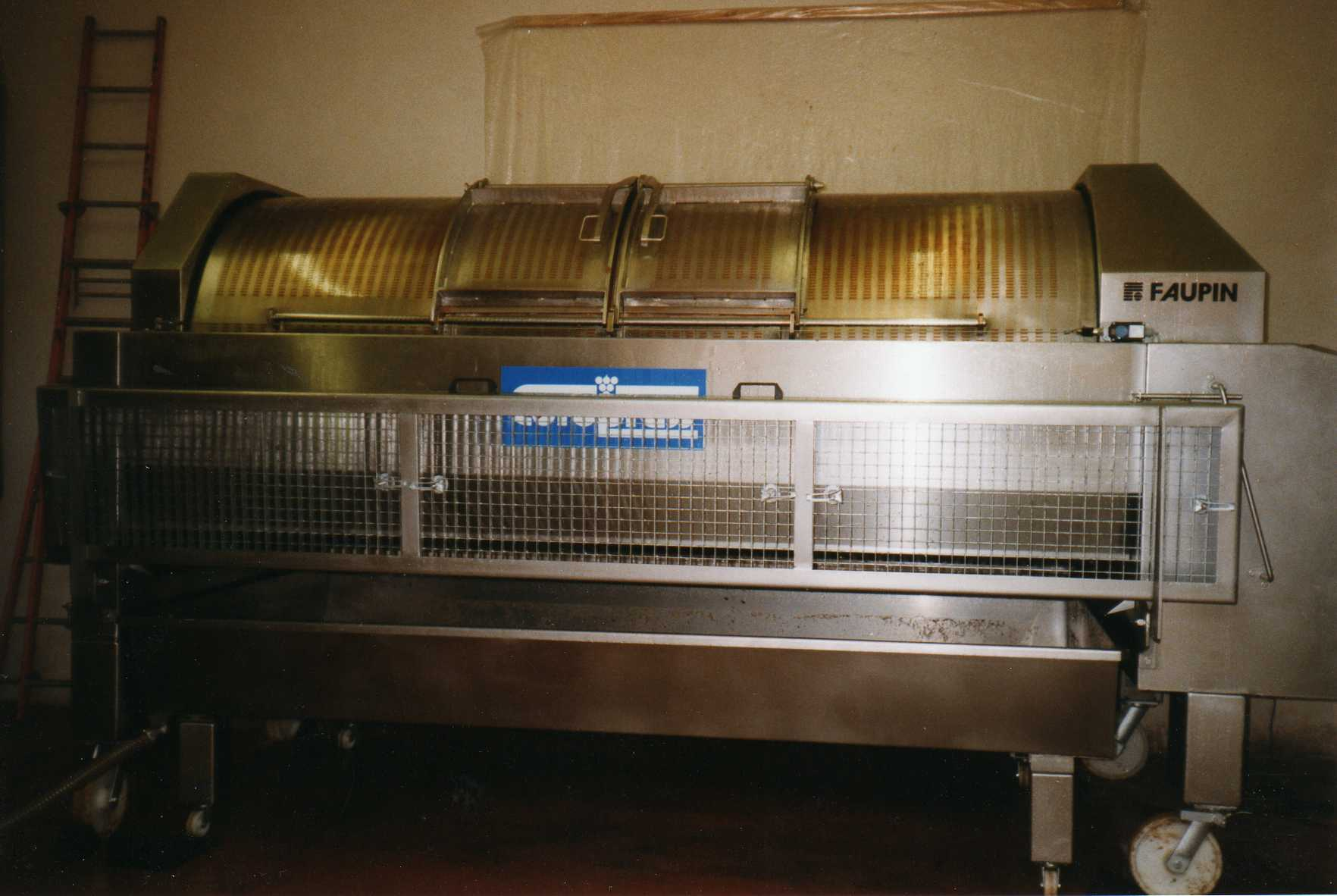
Pressoir pneumatique servant au pressurage.
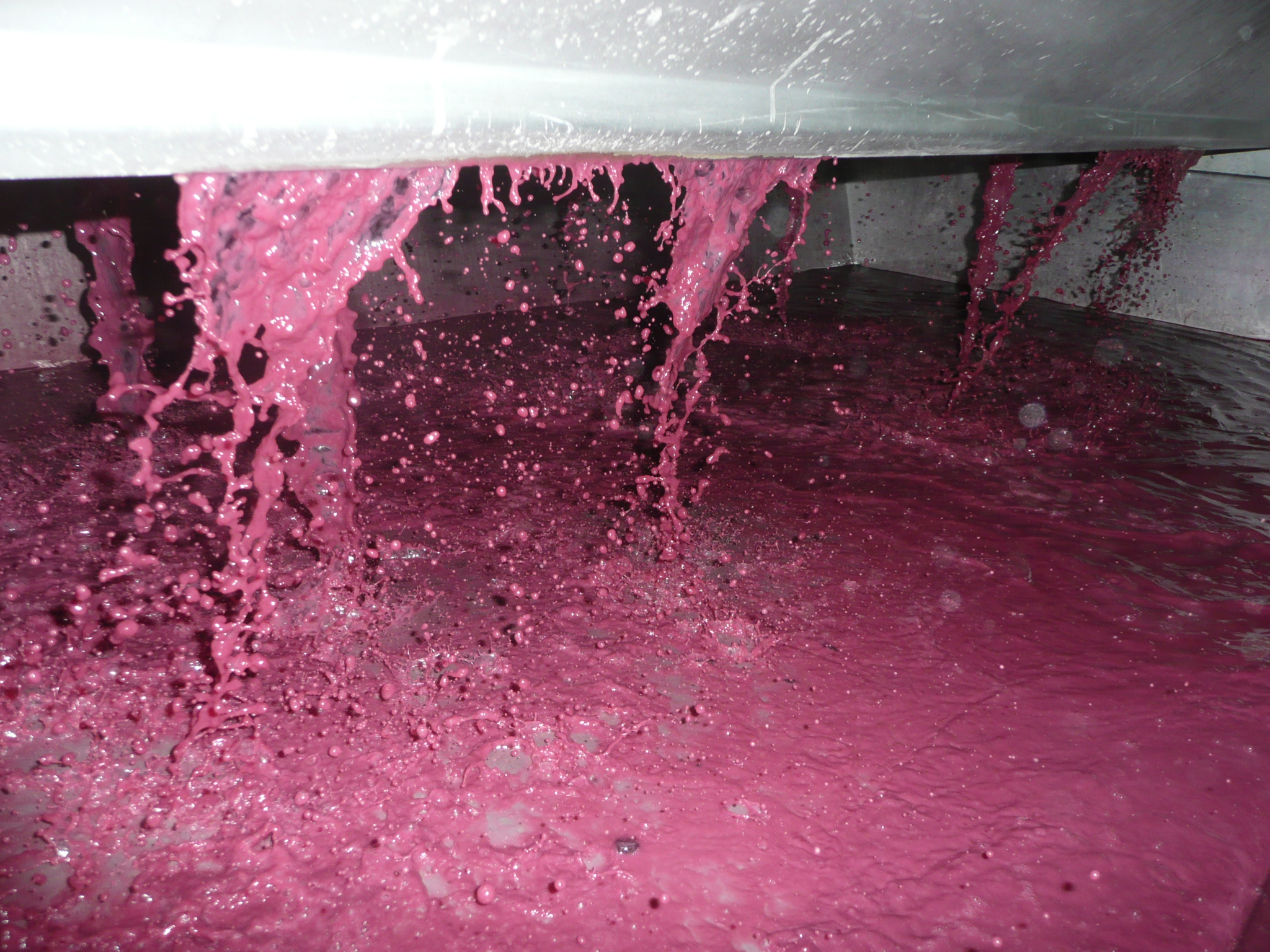
Vin rouge pendant un décuvage lors d’un pressurage (vin de presse).

### Fermentation malolactique
Une seconde fermentation est recherchée pour les vins rouges. Connue sous le nom de fermentation malolactique, elle permet de transformer l’acide malique en acide lactique par l’action des bactéries lactiques contenues dans le vin. Cette fermentation permet d’éliminer tout aspect dur et agressif du vin tout en lui donnant plus de souplesse et de stabilité. Elle a lieu, soit en cuve, soit directement en fût.

## Élevage

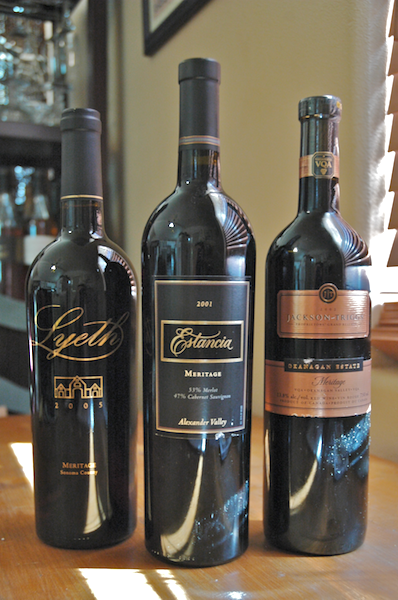
Trois vins portant le label Meritage : un Lyeth du comté de Sonoma 2005, un Estancia d’Alexander Valley 2001 et un Jackson-Triggs d’Okanagan Valley 2002.

Tout vin, après ses fermentations, nécessite des soins constants pour être apte à la consommation. C’est l’ensemble de ces pratiques qui est connue sous le nom d’élevage. Celui-ci peut se faire tant à la propriété que chez un négociant qui est connu alors sous le terme de négociant-éleveur.

### Assemblage
Dans les vignobles qui cultivent plusieurs cépages (vignoble du bordelais ou de la vallée du Rhône), deux techniques de vinifications existent. Soit des cépages dont la maturité est conjointe sont vinifiés ensemble, soit ils sont vinifiés séparément avant d’être assemblés. L’assemblage consiste à composer un vin à partir des différentes cuvées disponibles. Il suit dans certaines régions des traditions directement liées à une appellation ou un label de qualité spécifique. Dans le vignoble de Bourgogne, qui reste l’exemple des vinifications à base d’un seul cépage, les vins de chaque AOC résultent de l’assemblage de plusieurs cuves.
Les vins de Bordeaux utilisent ainsi des assemblages faisant appel à deux ou plus des cépages suivants : cabernet franc, cabernet-sauvignon, merlot. Le label Meritage utilisé par de nombreux vignobles californiens est, de même, uniquement accordé aux vins suivant ce type d’assemblage.
De la même façon, les vins ayant l’appellation côtes-du-rhône sont assemblés à partir de grenache noir, syrah, mourvèdre et de cinsault. Le châteauneuf-du-pape joue sur la gamme la plus étendue en puisant ses arômes et en élaborant sa structure avec treize cépages différents.

### Vieillissement initial et soutirage

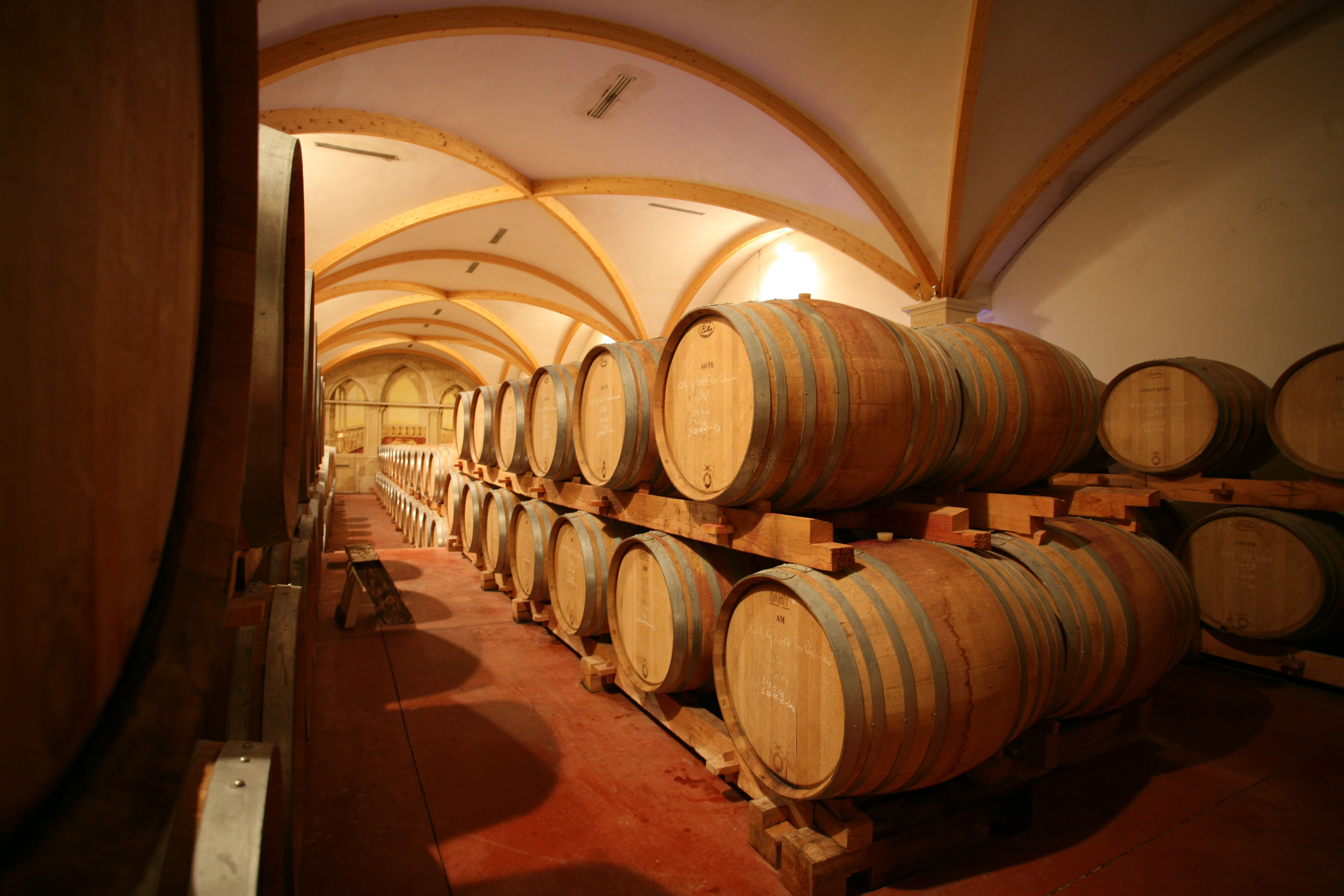
Stockage de vin élevé en barriques de chêne.

Le vin va subir un temps de latence et se reposer généralement dans des barriques ou des foudres de chêne. Son environnement devient alors primordial. Dans un cellier à l’atmosphère sèche, l’eau du vin s’évaporera plus rapidement que l’alcool ; à l’inverse, dans une cave humide, c’est l’alcool qui diminuera le plus vite. L’une ou l’autre évaporation va augmenter légèrement la concentration des éléments non volatils du vin. Pour éviter qu’une trop grande évaporation (la part des anges) dans les barriques devienne néfaste par l’oxydation du vin, le maître de chai procède régulièrement à un remplissage de celles-ci avec un vin identique, c’est l’ouillage.
Durant cette période, où toute une série de particules en suspension tombe dans le fond par gravitation, commence alors l’élevage du vin qui consiste en un certain nombre de soutirages, généralement quatre dans l’année. Ils permettent aux vins de déposer leur lie.
Pour les grands vins d’appellation, une seconde année en cave est souvent nécessaire. Alors que le passage en tonneaux (barrique ou foudre) permettait au vin d’être en contact avec l’oxygène de l’air grâce à la porosité du bois, sa mise en cuve de stockage ou de vieillissement va laisser place à la réduction qui va permettre le développement de son bouquet et de ses arômes.

### Clarification

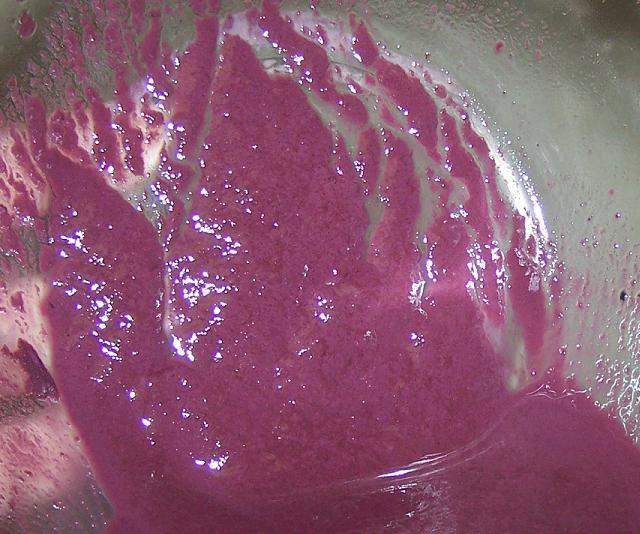
Vin brut, à base de merlot, chargé de lie.

Les vins dont la fermentation vient de finir sont troubles. Ces vins bruts se clarifient naturellement par sédimentation. Cette lie, déposée au fond du récipient vinaire, se compose de levures mortes, de cristaux de tartre et de matières colorantes. Même après un ou deux ans en cave, il reste des micro-particules en suspension.
Le vinificateur ou l’œnologue aide la nature par le collage. Cette pratique permet non seulement d’obtenir un vin parfaitement clair mais aussi de contribuer à sa stabilisation en bloquant la précipitation des certaines protéines, pigments ou matières polyphénoliques. Le collage peut s’effectuer soit avec des matières organiques colloïdales (gélatine, blanc d’œuf, sang), ainsi qu’avec de l’acide tannique (ou gallotannique) C76H52O46, soit avec des matières non organiques (kaolin, bentonite pour les vins blancs).
Le collage fait plus que clarifier le vin : non seulement il améliore son goût mais il lui procure aussi un meilleur équilibre et lui permet de rester durablement clair lors de son vieillissement en bouteille. Il lui permet également d'améliorer la brillance.
Le vin séparé de son dépôt pourra être ensuite filtré. L’aspect primant souvent sur la qualité, certains pays consommateurs ont exigé le filtrage massif des vins. L’immense inconvénient de celui-ci résidait dans le fait de mettre régulièrement en contact le vin avec l’oxygène pendant toute la durée de l’opération. De nos jours les pompes utilisées maintiennent le vin à l’abri de l’air et le filtrage ne se fait qu’une fois avant la mise en bouteille.

### Stabilisation
La modification de la stabilisation tartrique du vin est une des phases de la vinification. Cette stabilisation est indispensable dans la mesure où le vin sera à une température basse avant son service. Or on sait que la solubilité du bitartrate de potassium contenu dans le vin diminue sensiblement quand la température s’abaisse. Le moyen le plus naturel de stabilisation tartrique des vins est le passage au froid, qui consiste à abaisser la température du vin autour de 0 °C durant l'élevage, pour faire précipiter l'acide tartrique sous forme de sels, qui sont éliminés lors d'un soutirage.

### Vieillissement

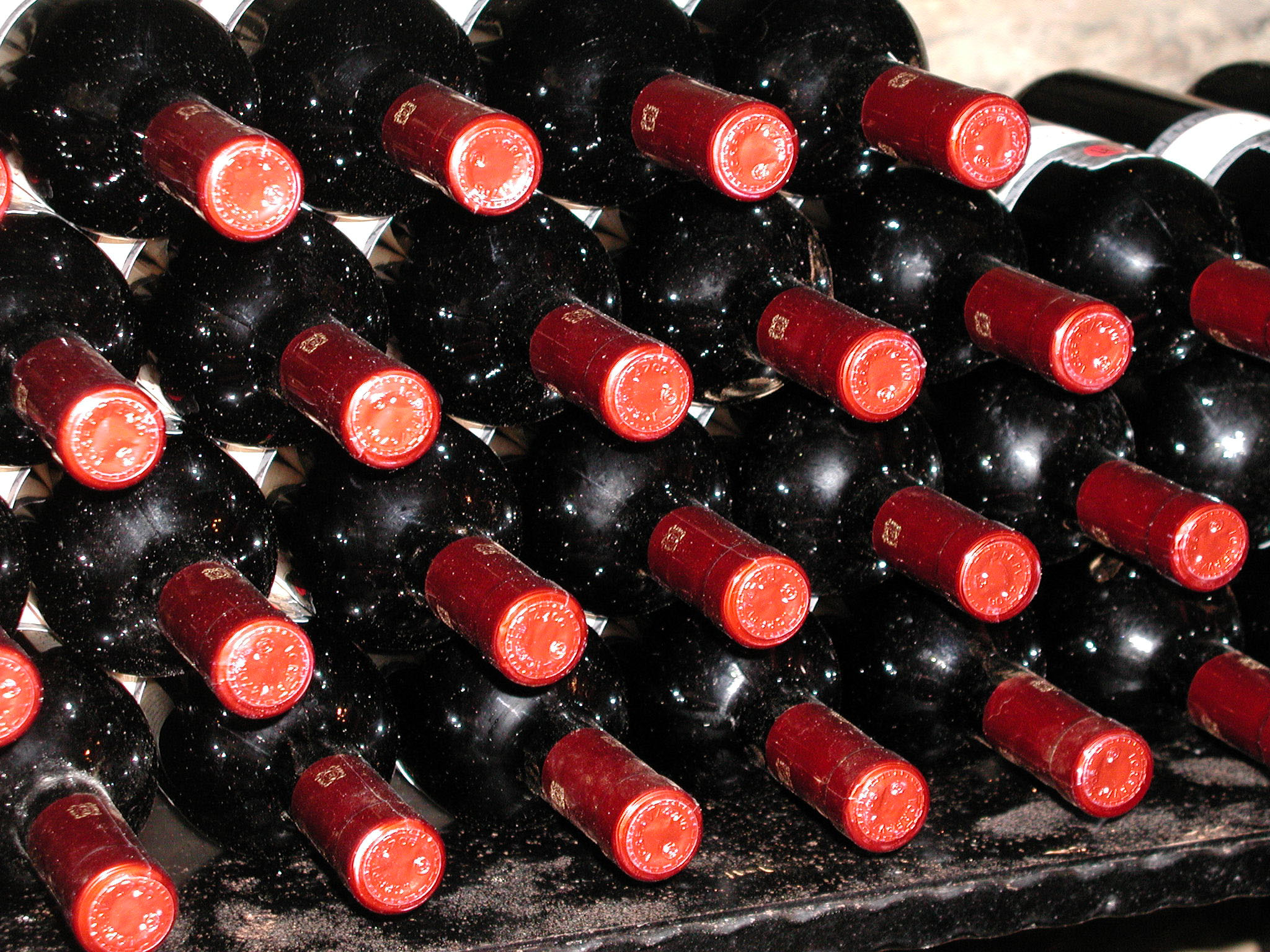
Bouteilles couchées, la meilleure façon de conserver et de faire vieillir les vins rouges.

Durant le processus de vieillissement, les vins subissent de nombreuses transformations. Parmi les transformations, l’on note la formation d’esters.
CH3-COOH + C2H5-OH ⇒ CH3-COO-C2H5 + H2O
C’est une réaction lente et plutôt limitée entre alcools et acides. Le résultat obtenu est une molécule d’eau et une molécule d’acétate d’éthyle. Ce dernier participe à l’arôme du vin mais, en raison de son odeur assez forte, doit rester en faible quantité dans le vin. Les polyacides forment, quant à eux, des esters acides, molécules non volatiles n’ayant donc pas d’impact sur l’arôme du vin.

### Conditionnement
Pour la vente aux particuliers ou restaurants :
- La bouteille, normalement en verre est d’une contenance de 75 cl. Il existe cependant des tailles particulières comme le pot lyonnais (46 centilitres), la demi-bouteille (37,5 centilitres), le jeroboam (3 litres)... Pour le transport, elles peuvent être mises en caisse ;
- La caisse-outre plus connue sous la marque Bag-In-Box, de contenance entre 3 et 20 litres ;
- Le cubitainer ou cubi ;
- La brique (Tetra-Pak).

## Dégustation

### Robe

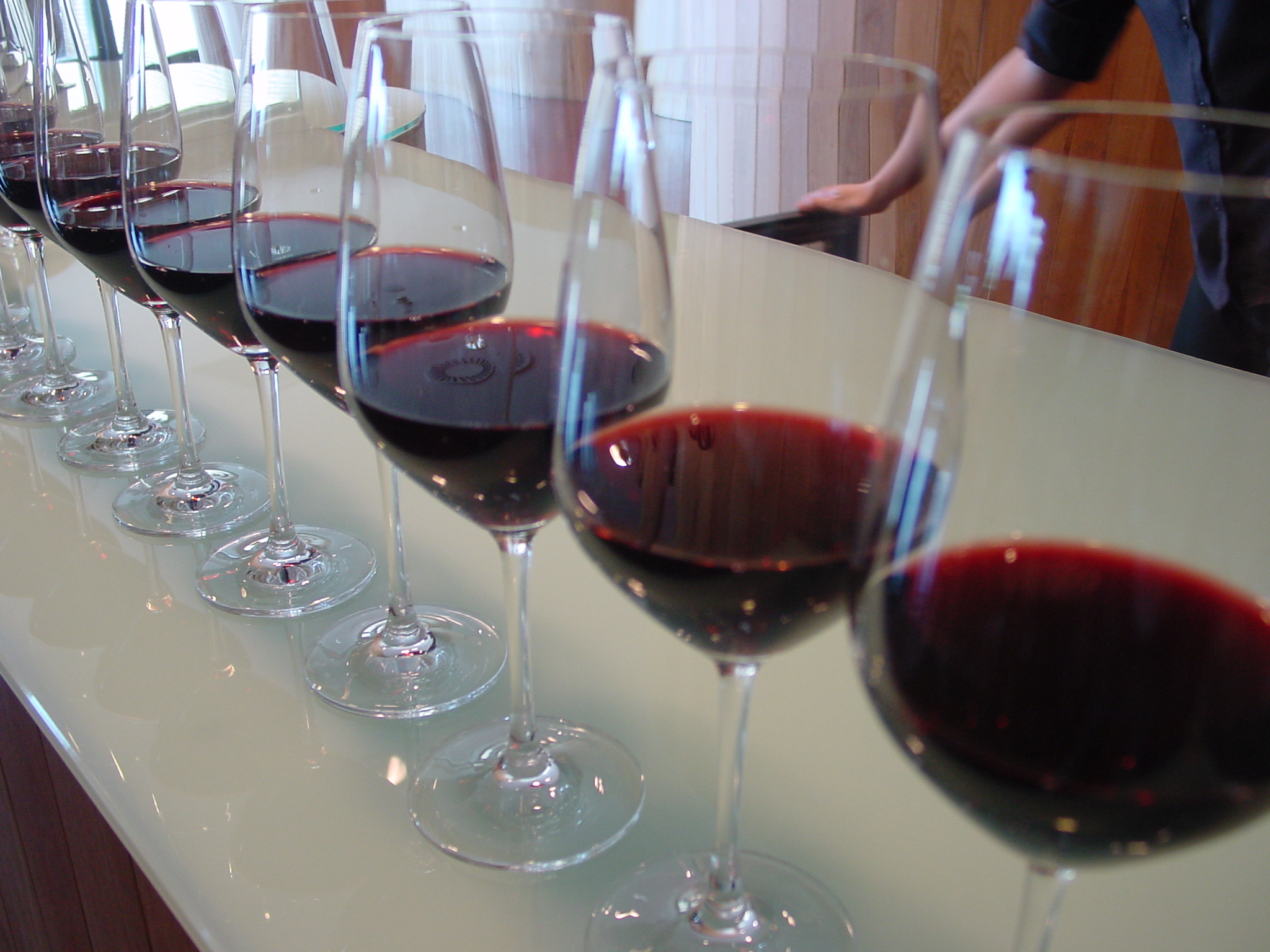
Alignement de verres de vin rouge prêts à la dégustation.

On désigne par robe la teinte du vin. Outre l’identification du type de vin, elle permet d’évaluer l’état de maturation de celui-ci. On la décrit en termes :
- d’intensité
- de nuance

Ainsi, un vin rouge commence sa vie dans les tons violacés, il vire ensuite progressivement vers le pourpre, puis le grenat (il est alors dans la force de l’âge) pour prendre ensuite des tons rouge brique (d’où la couleur « Bordeaux »), puis ocre (il a alors dépassé son potentiel de garde). Cette évolution est appelée « tuilage » dans le jargon de la dégustation.
Il convient, pour observer cela, d’incliner le verre à 45° au-dessus d’un papier blanc, sous une lumière neutre (blanche) et douce. La qualité de la luminosité ambiante revêt toute son importance pour étudier les reflets : l’œil ne doit ni exprimer un effort à cause d’un manque de lumière, ni être gêné par un excès de lumière.
| Couleur de la robe | Analyse possible                                      |
| ------------------ | ----------------------------------------------------- |
| Violacée           | Vin très jeune, vin nouveau.                          |
| Rouge              | Vin de quelques années (1-3 ans).                     |
| Rouge orangée      | Début de vieillissement, garde courte (3-7 ans).      |
| Rouge brune        | Vieillissement avancé, longue garde (10 ans et plus). |
|                    |                                                       |

### Service

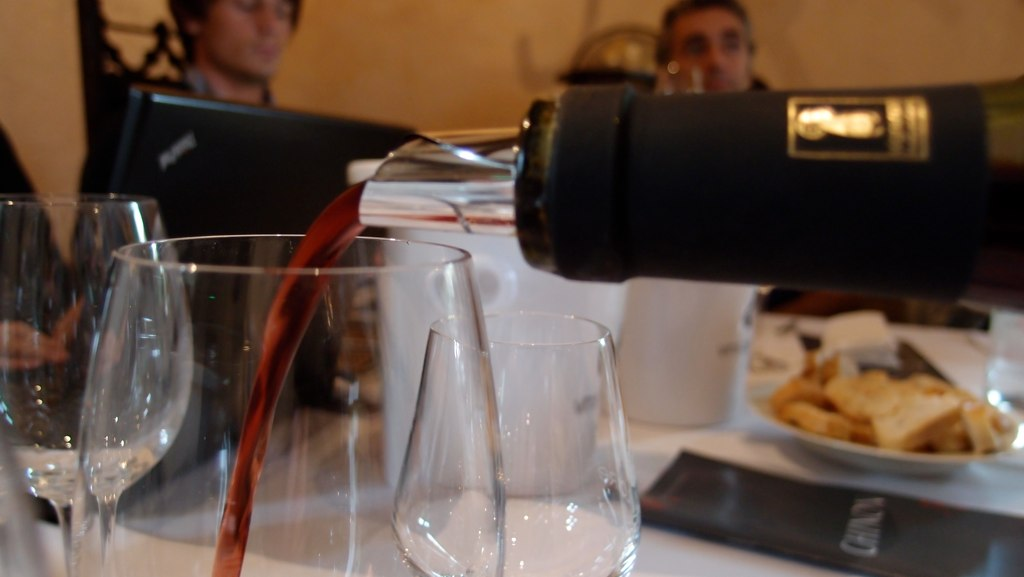
Service du vin avec bec verseur

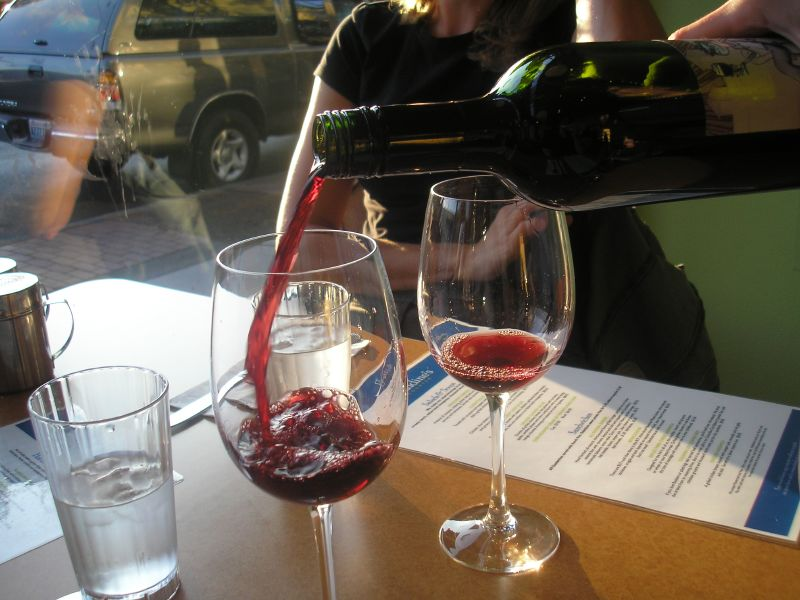
Service du vin rouge

La température de service est un critère permettant de mettre un vin dans les meilleures conditions de dégustation. Par tradition, le vin rouge doit être servi chambré. Ce qui au Moyen Âge signifiait à la température de la pièce soit 15 °C. C'est à partir de ce seuil et jusqu'à 18 °C que les arômes primaires et secondaires du vin peuvent se dégager à l'agitation et permettre déjà d'apprécier au nez ses qualités gustatives. Pour un vin primeur ou nouveau, le service entre 10 et 12 °C permet d'apprécier le fruité, qualité première de ces vins.
Sauf pour un sommelier qui possède parfaitement la technique (du débouchage d'une bouteille au service dans le verre), il est plus compliqué pour un amateur - même éclairé - d'incliner la bouteille et de viser le centre du verre, puis lorsque le niveau de vin souhaité est atteint de remonter la bouteille à vitesse constante pour éviter de faire tomber des gouttes. Pour faciliter le service, on utilise de plus en plus un bec verseur à vin (wine pourer en anglais), qui permet d'éviter toute goutte sur la table ou le long du goulot. Les plus simples sont les plus efficaces.

## Impact sur la santé
Le vin rouge est un vin, il aura donc les effets positifs ou négatifs propre à tous les vins, avec cependant quelques variantes dues aux tanins.

### Effets positifs
Le vin rouge pris sans excès semble, selon certaines études, présenter différentes vertus médicinales, notamment grâce aux tanins contenus dans celui-ci. Les tanins assoupliraient les artères et veines, et préviendraient un certain nombre d’incidents cardiaques, pour des raisons différentes des effets favorables attribués à l’huile d’olive. Plus précisément, plusieurs études scientifiques ont montré cet aspect positif sur l’organisme du vin rouge lorsqu’il est consommé en faible proportion.
Parmi les phénols, dont on connaît le rôle antiradicalaire depuis les années cinquante, des molécules de faible masse moléculaire, comme la quercétine et le resvératrol, sont présentes en faible quantité dans les vins mais ne peuvent être responsables du French Paradox. Toutefois, selon des chercheurs de l’université de Glasgow le potentiel thérapeutique du resvératrol demeure prometteur. D’autres composés ont été étudiés, comme la catéchine, présente à des concentrations de l’ordre de plusieurs dizaines de mg/l ; son rôle potentiel a été confirmé grâce à son identification dans le sang, après absorption de vin.
D’autres études plus récentes ont été menées sur les composés phénoliques majoritaires des vins, les tanins, constitués de plusieurs unités de catéchine liées entre elles. Elles ont montré que les vins les plus riches en tanins, les vins rouges, possèdent un pouvoir antiradicalaire certain. Les vins blancs, naturellement pauvres en tanins, peuvent augmenter leur pouvoir antiradicalaire grâce à l’élevage en barriques qui leur apporte les tanins du bois.
Cependant, l’effet bénéfique d’une consommation modérée de vin et plus généralement d’alcool pourrait provenir d’une erreur méthodologique consistant à ranger les anciens consommateurs d'alcool diminuant leur consommation d'alcool ou devenant abstinents à la suite du vieillissement, de la prise de médicaments (contre-indiquant la prise d'alcool) ainsi que de la maladie, dans la catégorie des abstinents. Les études qui ne font pas cette erreur ne retrouvent pas d’effet positif d’une consommation modérée d’alcool, sur le cancer et avec une très faible incidence sur les maladies cardiovasculaires. Au contraire, une consommation même modérée d’alcool serait un facteur de risque pour de nombreux cancers.

### Effets négatifs
Les effets négatifs du vin rouge seraient principalement causés par l'alcool contenu dans le vin. L'alcool est reconnu comme étant un cancérogène avéré du groupe 1 du CIRC. Bien que le vin rouge pourrait avoir des effets cardiovasculaires bénéfiques, ces effets seraient contrebalancés par le risque de cancer et ce même en petite quantité. Il est prouvé que la consommation d’alcool, quel que soit le type ou la quantité, augmente le risque de cancer.

## Aspect culinaire
Il est utilisé soit seul pour la dégustation, soit pour accompagner charcuteries, viandes, volailles, fromages. Il existe différentes sortes de vins rouges, plus ou moins parfumés, épicés, sucrés, au goût plus ou moins fort, qu’il convient d’adapter à la nourriture. Un vin au goût plus fort est souvent servi avec le gibier (qui a aussi un goût fort), par exemple.

### Accompagnement

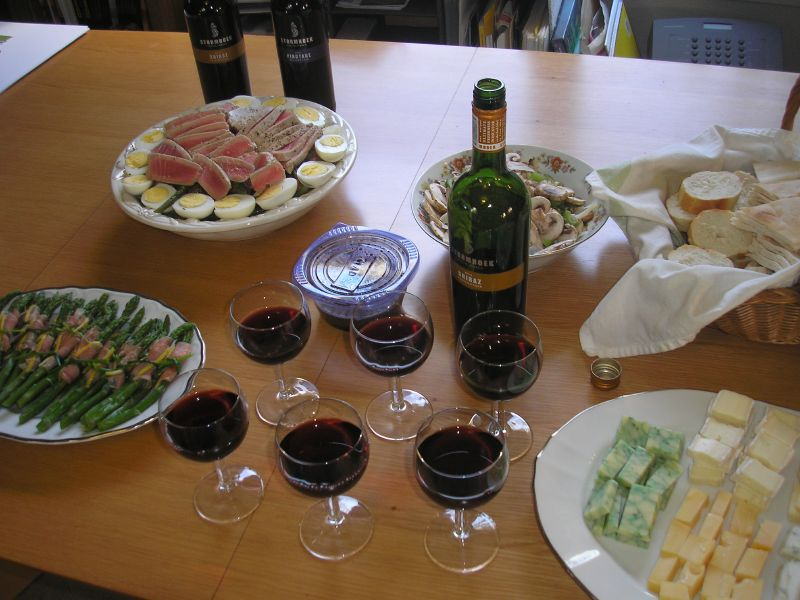
Mets et vin rouge.

Traditionnellement, les vins rouges s’accordent assez bien avec la viande et certains fromages (ceux à base de gamay couvre assez bien l’ensemble des fromages), mais aussi avec bien d’autres types de plats. Il faut en fait bien comprendre que cette famille définit une couleur, mais qu’en fonction des cépages qui le composent, la palette de goût sera extrêmement variée. De plus, les possibles associations vin/plat vont différer d’un individu à un autre en fonction de sa culture, de ses gouts. Il est ainsi tout à fait concevable d’avoir du vin comme un vin à base exclusive de muscat petits grains rouge avec un gâteau au chocolat, ou encore un chianti avec une pizza. Même pour le poisson, traditionnellement accompagné au vin blanc, il semble que, petit à petit, la proportion change au profit de vins rouges légers.

### Partie intégrante du plat
Le vin rouge peut être utilisé dans la création de nombreux plats, que ce soit pour des entrées, des plats principaux ou encore des desserts. Il peut être utilisé froid, à température ambiante ou encore chaud.
Un vin rouge utilisable en cuisine, soit pour les marinades, soit pour les sauces, doit d’abord avoir du corps et ne pas présenter un goût de terroir prononcé. La chaleur de la cuisson mettant à rude épreuve la finesse d’un vin, il est inutile de prendre un cru comme un chambertin ou un châteauneuf-du-pape. Une sauce peut être parfaite avec une simple appellation régionale. Parmi les utilisations principales figurent :
- entrées :
  - œuf meurette,
  - œufs pochés au champagne[62],
  - pain au vin rouge,
  - faire chabrot[63] ;
- légumes et champignons :
  - haricots rouges à la vigneronne[64],
  - ragoût de truffes, truffes en cocotte[65] ;
- viandes :
  - bourguignon, daube,
  - civet, salmis ;
- poissons :
  - matelote (anguilles, lamproies…),
  - civet de langouste[66] ;
- desserts :
  - fruits au vin : poires, fraises, pruneaux,
  - soupe de cerise au vin rouge,
  - granité (plutôt en sucré, avec chocolat…) ;
- sauces et accompagnement :
  - beurre rouge (poissons),
  - sauce vigneronne, marchand de vin (viandes),
  - gelée au vin rouge sur foie gras ou autres (comme fraises) ;
- boissons :
  - sangria,
  - kir cardinal ou communard,
  - Vin chaud à la cannelle.

### Produit dérivé, le vinaigre de vin rouge
Le vinaigre de vin rouge : c’est le nom que l’on donne au produit de la fermentation acide (ou acétique) que l’on fait subir au vin rouge. Ce liquide contient de l’acide acétique, obtenu grâce à l’oxydation de l’éthanol, l’alcool contenu dans le vin. Si le vinaigre de vin blanc a une couleur jaunâtre, celui de vin rouge garde une robe rouge. Outre l’acide acétique, le vinaigre conserve tous les principes fixes et les sels qui existaient dans les vins.
En France, vers le début du XXe siècle, afin d’éponger une surproduction de vin, il a été décrété que les vinaigres devaient avoir un taux d’alcool supérieur à 6°, excepté en Alsace. Il y a quelques années, cette obligation a été abrogée. Les vinaigres aigres-doux qui étaient très courants ont donc été longtemps interdits. Le vinaigre de vin contient de l’acétylméthylcarbinol (acétoïne) (CH3-CO-CHOH-CH3), formé au cours de la fermentation alcoolique. Il est présent dans les vins à des doses moyennes de 10 mg/l et variant de 2 à 18 mg/l. En fait, il provient de l’oxydation enzymatique du butane-2,3-diol.
Autrefois, le vinaigre était utilisé pour ses propriétés antiseptiques ou dans la fabrication de « vinaigres médicinaux » et de « vinaigres distillés aromatiques ». Une légende veut qu’Antoine Maille, ancêtre du fondateur de la marque du même nom, ait enrayé la Grande Peste de 1720 à Marseille avec son « vinaigre des quatre voleurs », qui était fabriqué à partir de vinaigre de vin.

## Vin rouge et société

### Le vin populaire
Si les rouges issus des plus grands châteaux, climats, domaines ou clos ont fait la gloire des meilleures tables et des plus grands restaurants, il existait toujours un reliquat de mauvais vins qu’il fallait bien écouler. Il n’était pas toujours issus des plus mauvais terroirs mais provenait bien souvent des vignobles les plus huppés. À la fin du XXe siècle, des auteurs conseillaient toujours de garder pour la consommation des ouvriers le vin rouge âpre et dur obtenu après les second, troisième et quatrième pressurages du marc fermenté. Les mêmes récidivaient en indiquant qu’après le soutirage des lies, celles-ci en se posant donnent encore « une petite quantité de vin inférieur généralement réservé au personnel. ».
Ce qui explique que ce vin réservé à la « lie de la population » n’ait pas eu bonne presse. Il a été appelé « cambusard. » et, par abréviation, « busard  ». C’était le « gros rouge » de la marine à voile. Ce n’est pas le seul terme de métier puisque, dans une autre catégorie, le même type de vin fut baptisé « chocolat de déménageur ». Et l’on trouve aussi pour désigner un vin médiocre « la groseille de cocher ». Sans oublier le « vin des malfrats », un vin rouge à haut degré ou rendu tel, qui était désigné comme le « pousse-au-crime ». À partir de là l’argot révèle sa richesse linguistique avec des termes tels que « picolo », « picrate », « rouquin », « sang-de-bœuf » ou « sens unique ».
Durant la Première Guerre mondiale le vin destiné aux tranchées fut régulièrement dénigré par les poilus. Ils le baptisèrent « campêche », du nom du même bois qui colorait l’eau en rouge ou « fuchsia », en souvenir du sel de zinc qui avait la même action. Mais les plus célèbres de ses qualificatifs restent « le pinard » et « la vinasse », à jamais unis dans ce refrain :

« Le pinard c’est de la vinasse
Ça réchauffe là oùsque ça passe
Vas-y, Bidasse, remplis mon quart
Vive le pinard, vive le pinard ! »

Avec cette vulgaire vinasse était déjà fait allusion aux vins qui tachaient, issus de raisins teinturiers, plantés massivement après le phylloxéra. Il y avait le « gros bleu » et le « petit bleu » qui s’unissaient dans la même infamie. Leur cousin le plus proche était bien sûr le « gros rouge qui tache. ». Pourtant l’infâme bibine eut l’honneur d’être glorifiée dans un sonnet :
 

Et toi, Pinard ? Qui donc es-tu ?

Quel soleil a mûri ta vigne ?

Toi qui vins avec nous en ligne,

Toi qui, comme nous, t’es battu ?

Mais ton anonymat s’est tu...

À ta chaleur en vain, j’assigne

Un coteau vert que je désigne,

Pinard, qu’importe à ta vertu ?

Viens-tu d’Auvergne, d’Algérie,

Viens-tu de l’Hérault, de la Brie,

D’Ouest ? Du Sud ? De l’Est ? Du Nord ?

Je ne sais... Mais joyeux à boire,

Emplissant nos quarts jusqu’au bord,

Tu nous as donné la Victoire.
Plus rarement, des qualificatifs valorisants désignèrent le vin qu’était amené à boire le populaire. Un vin rouge léger et agréable à boire se voyait identifié à une « cuisse de bergère. ». Un vin d’exception était bu et apprécié comme de « l’or rouge. » et un vin tout en délicatesse devenait du « petit velours. ».

### Le vin cocardier
Traditionnellement, il était – ou est encore – de bon goût d’apostropher ses rivaux économiques en glorifiant le vin national, surtout lorsque le conflit était ouvert ou déclenché. Une expression, datant de l’Occupation, au cours de la Seconde Guerre mondiale, est passée à l’état de proverbe. Il était claironné en ouvrant une bouteille de rouge : « Encore une que les Allemands n’auront pas ! »
Beaucoup plus tôt, Raoul Ponchon (1848-1937), auteur de la Muse du cabaret, avait donné le ton en versifiant : 
Maître Soleil de par le Monde

À quelques coteaux préférés

Qu’il couve avec soin et féconde

Et dont il fait ses prieurés.

Il y mûrit des vins dorés

Ou plein de rouge turbulescence.

De tous ces vins, vous me croirez

Je préfère le vin de France.
Le grand adversaire de toujours étant l’Angleterre, Pierre Poupon n’hésita pas à lancer sa pique contre elle :
Bon Français, quand je bois mon verre

Plein de vin couleur de feu,

Je songe, en remerciant Dieu, 

Qu’il n’ont pas de pareil en Angleterre
Combat de type révolu ? Il n’en semble rien, puisque Coluche (1944-1986) s’en prit sur scène au Japon, le rival économique d’alors : 

« Si un jour les Japonais fabriquent du camembert et du vin rouge, il faudra fermer la France. »

## Vin rouge dans la culture

### Littérature
S’il existe des milliers de citations d’auteurs, de poètes, de philosophes sur le vin en général, elles deviennent rarissimes quand il s’agit de la couleur du breuvage. Le plus souvent, le vin rouge est utilisé comme symbole d’allégresse, de volupté, de fraternité et, bien sûr, de l’ivresse. La Bible elle-même qui cite quatre-cent-quarante-trois fois le vin, ne fait référence à sa couleur que dans le livre des Proverbes (XXXIII, 32). Dans ce rite :

« Il doit remplir les coupes qu’il colore en rubis et s’ingurgite avec volupté. »

Virgile, dans ses Bucoliques, Églogue IV, chante le rouge de Chio, un des grands vins de l’Antiquité, qui, grâce à Bacchus, réjouit le cœur et le corps :
Parce que c’est Bacchus qui fait rire la fête,

Dans des coupes de bois, je verserai ce vin,

Le rouge de Chio qui nous monte à la tête

Et réchauffe les cœurs comme un nectar divin.
François Villon fait appel à lui dans son Grand Testament. Le vin morillon sera son dernier recours face à la mort :
Prince, gent comme esmérillon,

Sachez qu’il fist au départir

Ung trait but de vin morillon

Quant de ce monde voult partir.

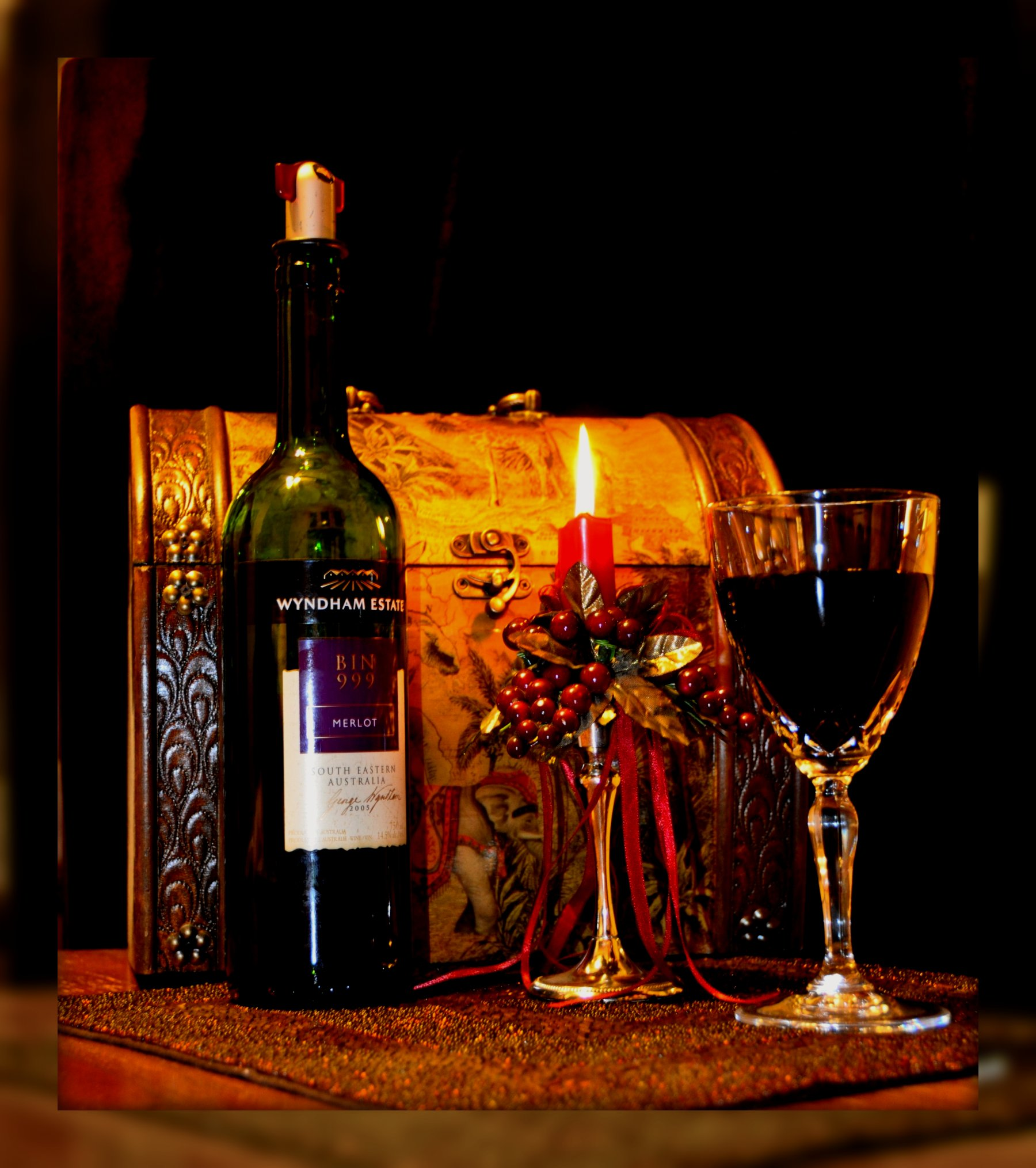
Vin rouge

Dans ses Dialogues et entretiens philosophiques, Voltaire parle des chopines de vin rouge que frère Rigolet réussit à obtenir de l’empereur de Chine. Frère Rigolet demande à l’empereur du vin rouge mais celui-ci lui demande alors pourquoi du rouge au lieu de vin blanc (qu’il dit meilleur au déjeuner). Rigolet lui répond alors qu’il veut changer le vin en sang, ce qui amuse l’empereur qui accepte alors de se prêter au jeu. Le frère lui raconte alors toute une histoire sur Dieu et prononça quelques mots en latin pour pouvoir finalement descendre cléricalement la bouteille.
Quant à Verlaine, il célèbre, à travers lui, la communion intime du vin et du sang : 
Frère de sang de la vigne rose,

Frère de sang de la vigne noire,

Ô vin, ô sang, c’est l’apothéose.
Mais la palme revient au philosophe Gaston Bachelard qui donne des effets du vin rouge l’une de ses plus belles définitions :

« Le vin délivre les cœurs de leur peine, c’est pourquoi les sages le nomment la clé du verrou des tristesses. J’aime cette liqueur de pourpre. Elle flétrit la face du souci et elle enfante l’allégresse. »

### Peinture
Le vin rouge, qu’il soit en train d’être versé, dans une carafe, dans un verre ou dans une fontaine, est un sujet important pour l’art.
Les tableaux de Bacchus/Dionysos ont très souvent du vin blanc ou rouge ou des éléments qui le composent et des actions qui laissent présager sa présence. la couleur du vin va varier en fonction des artistes et des périodes de réalisation de l’œuvre.
Comme tous les autres vins, son utilisation dans l’art est un moyen d’exprimer le festin, la fête.
Il est aussi utilisé comme symbole de l’ivrogne, surtout de nos jours lorsqu’il est associé au comptoir d’un bar et à des couleurs de visage un peu rouge. Diego Velázquez déjà en 1629 avait peint un tableau sous le nom de Les ivrognes (Le triomphe de Bacchus) où le vin rouge était présent.
Il est aussi possible d’en trouver dans des natures mortes, généralement en carafe ou en verre, surtout lorsque celle-ci contient du gibier. Cependant, le vin blanc ou légèrement rosé semble toutefois avoir un avantage pour cela grâce à l’effet de transparence qu’il procure.

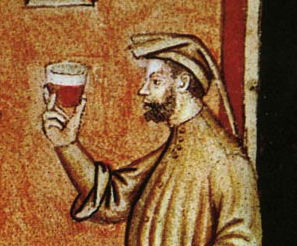
Taccuino Sanitatis, manuscrit du XIVe siècle, Bibliothèque Casanatense, Rome.
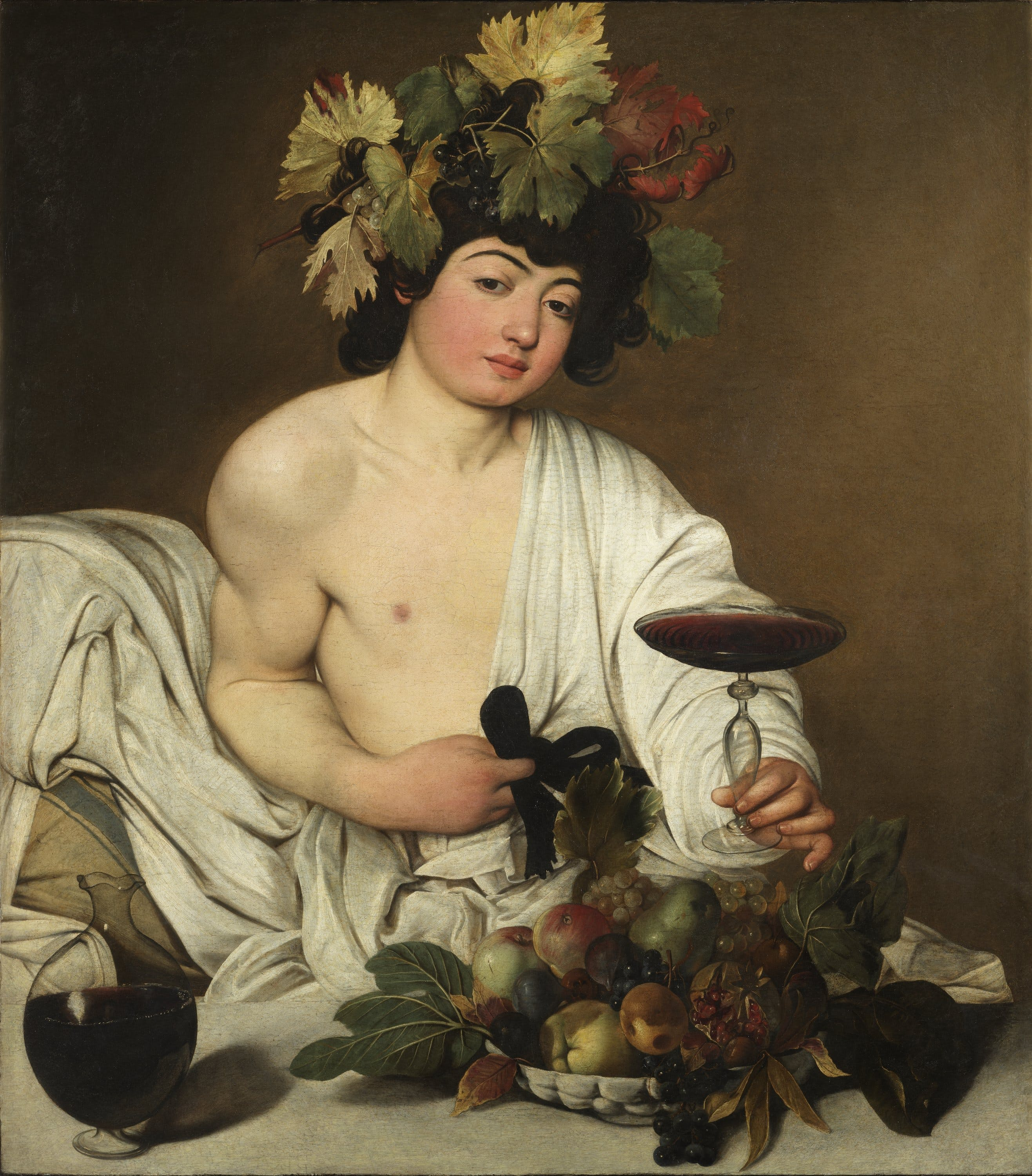
Le Caravage (1593) Bacchus, Galerie des Offices, Florence.
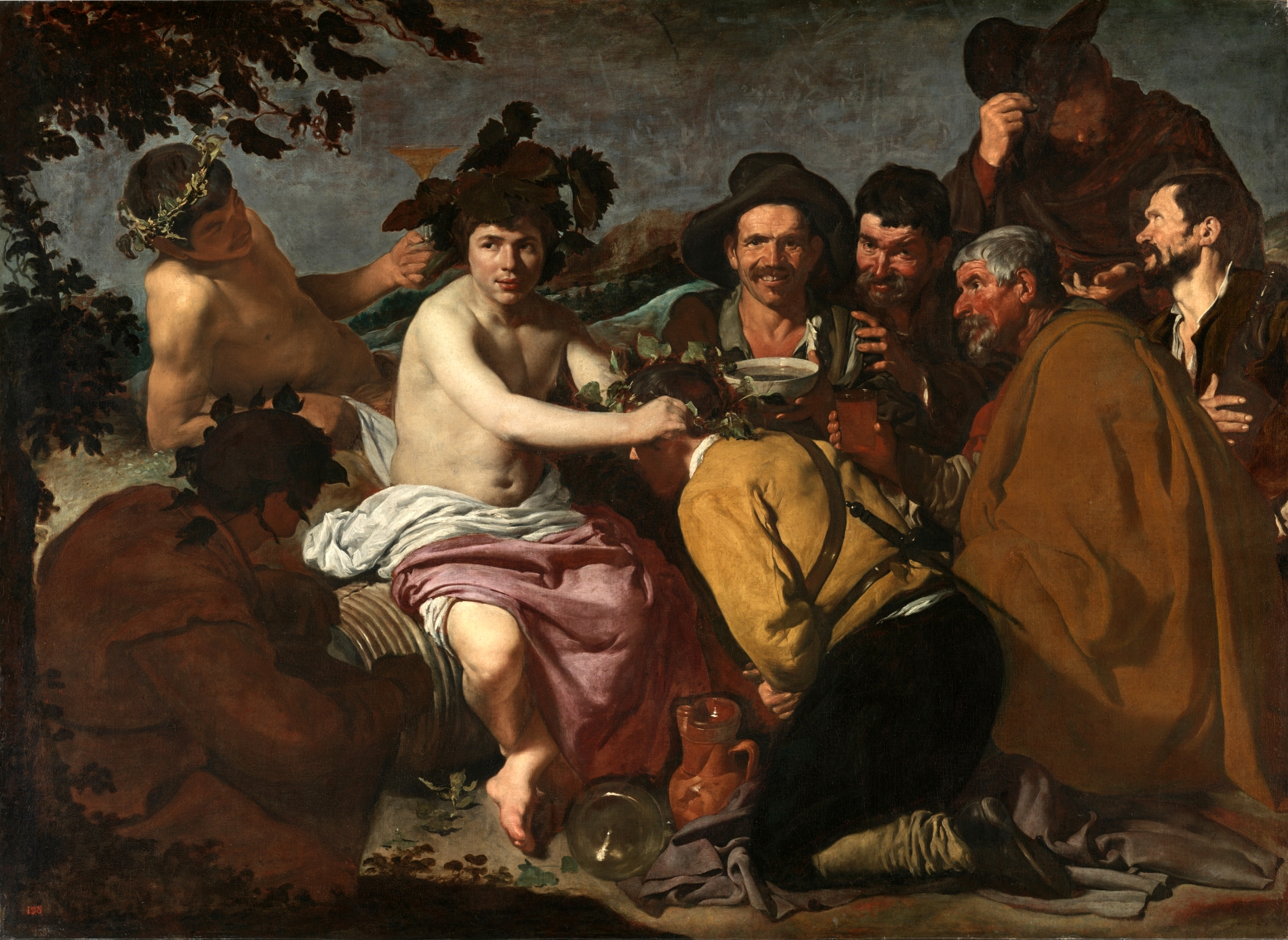
Diego Velázquez (1629) Les ivrognes, Musée du Prado, Madrid.
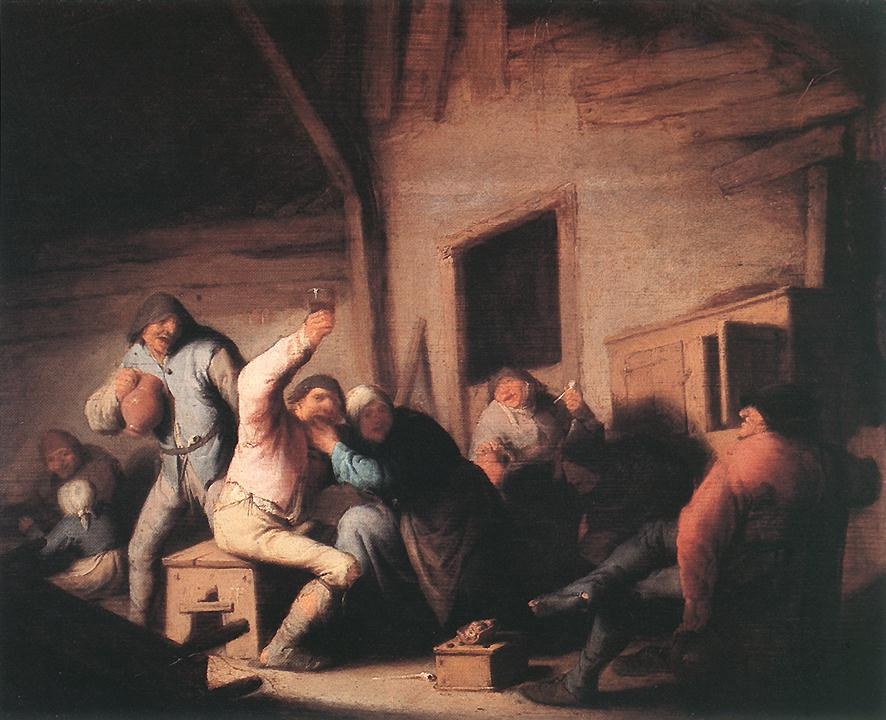
Adriaen van Ostade (vers 1635), Paysans à la taverne.

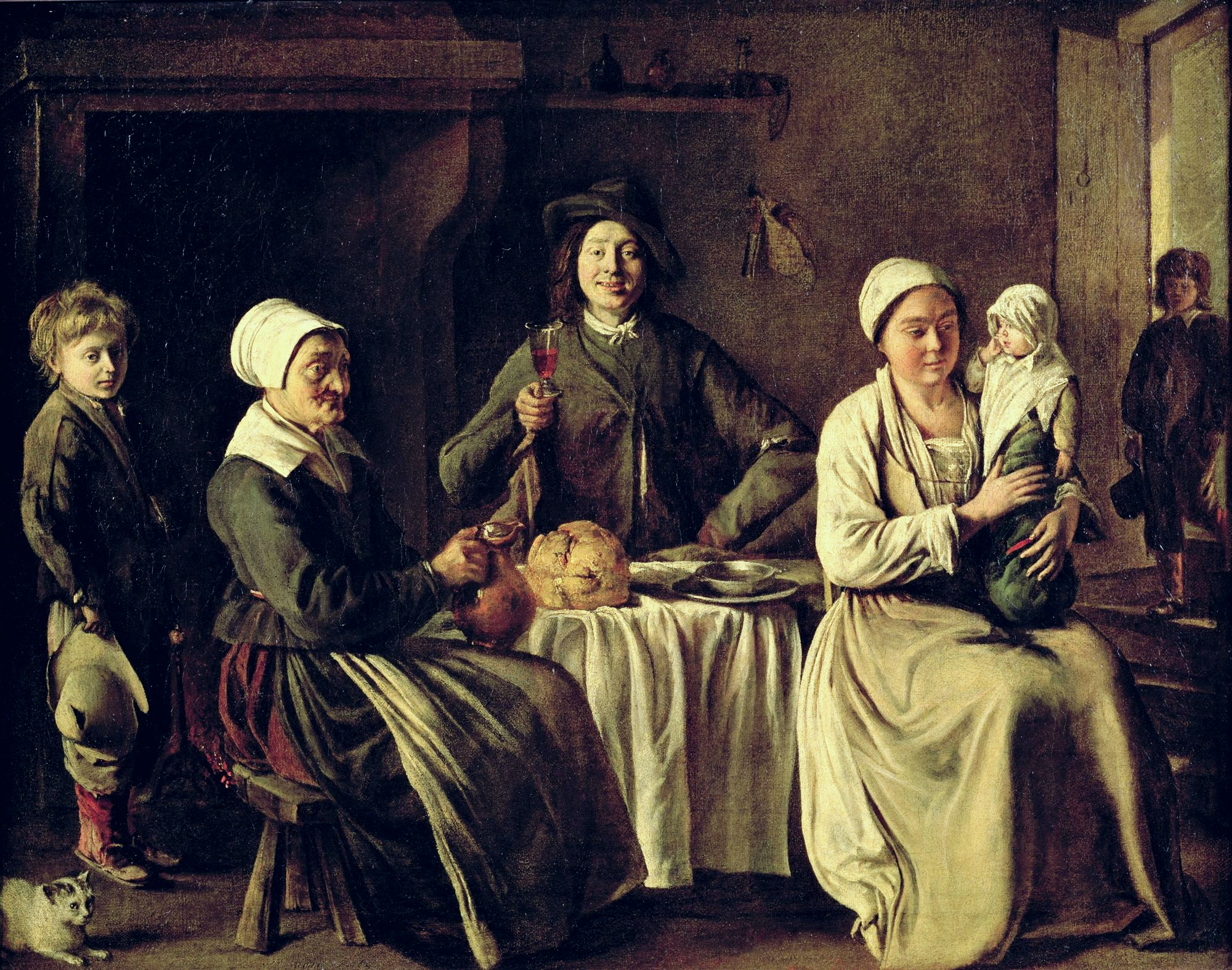
Louis Le Nain (1642) Une famille heureuse Musée du Louvre.
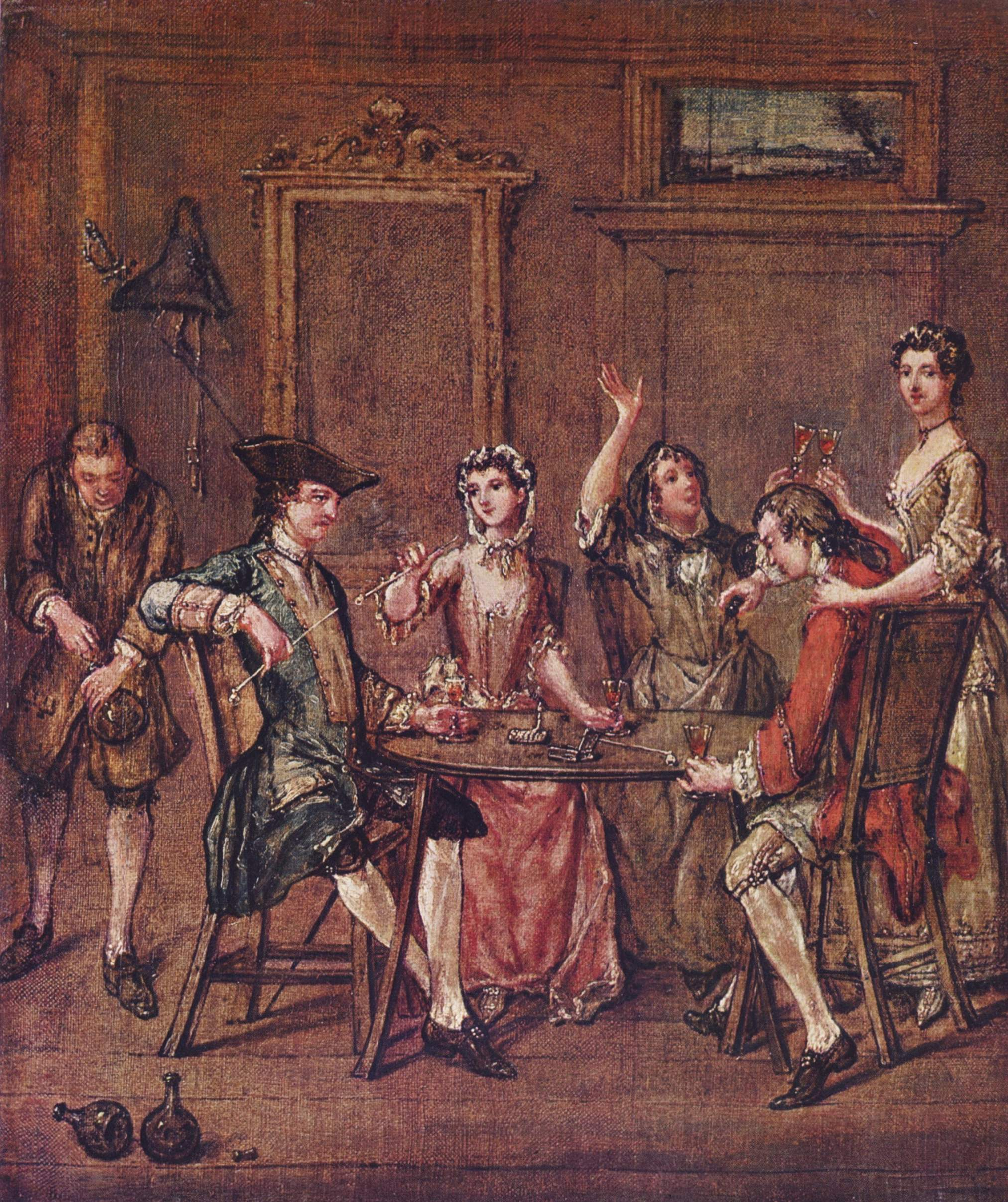
Marcellus Laroon (1679-1774) La Dégustation de porto, Tate Gallery à Londres.
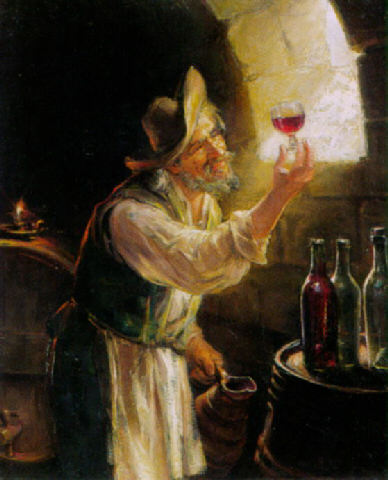
Joseph-Noël Sylvestre (1847-1926) Un bon coup.
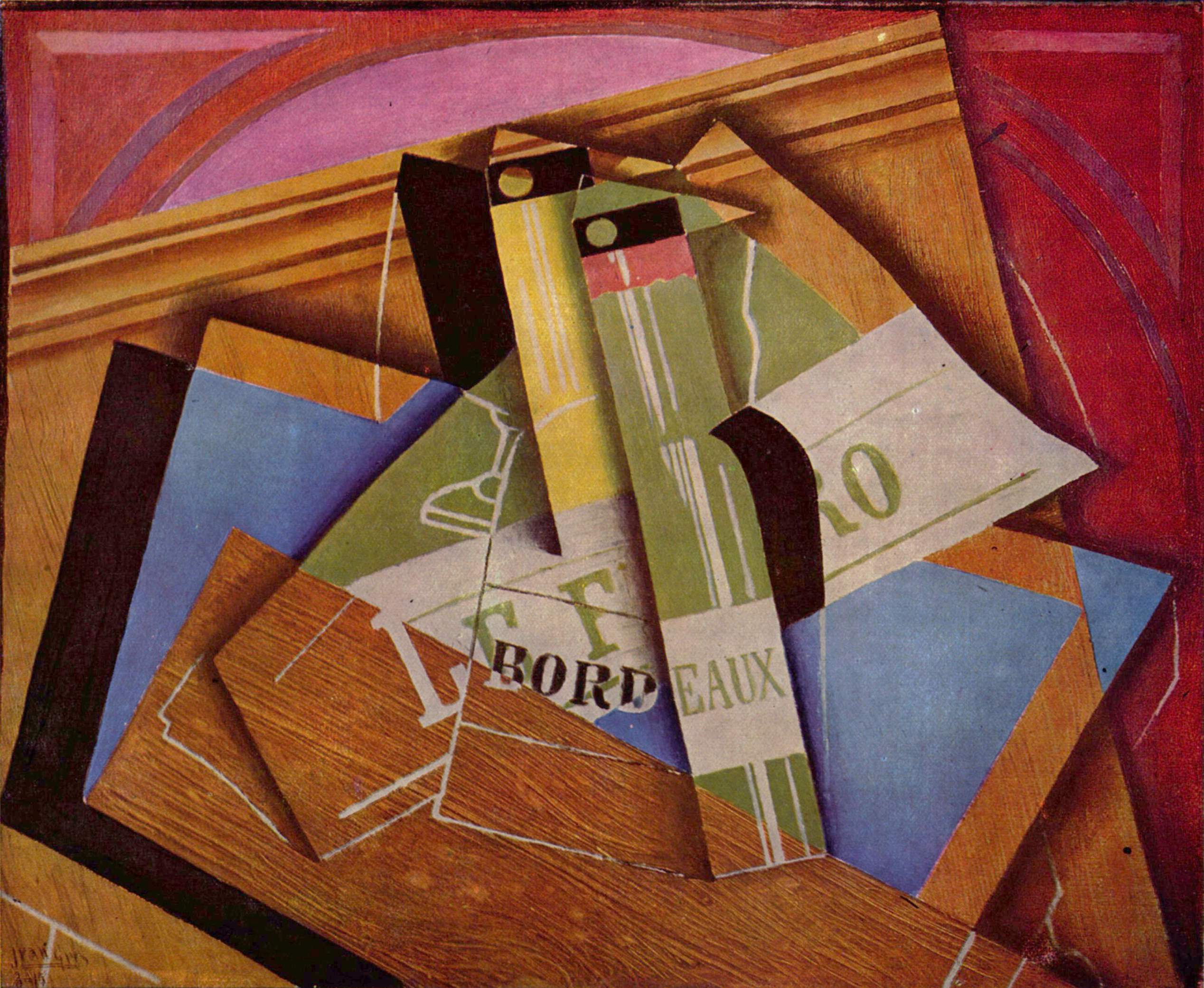
Juan Gris (1919), Nature morte à la bouteille de bordeaux.

### Photographie

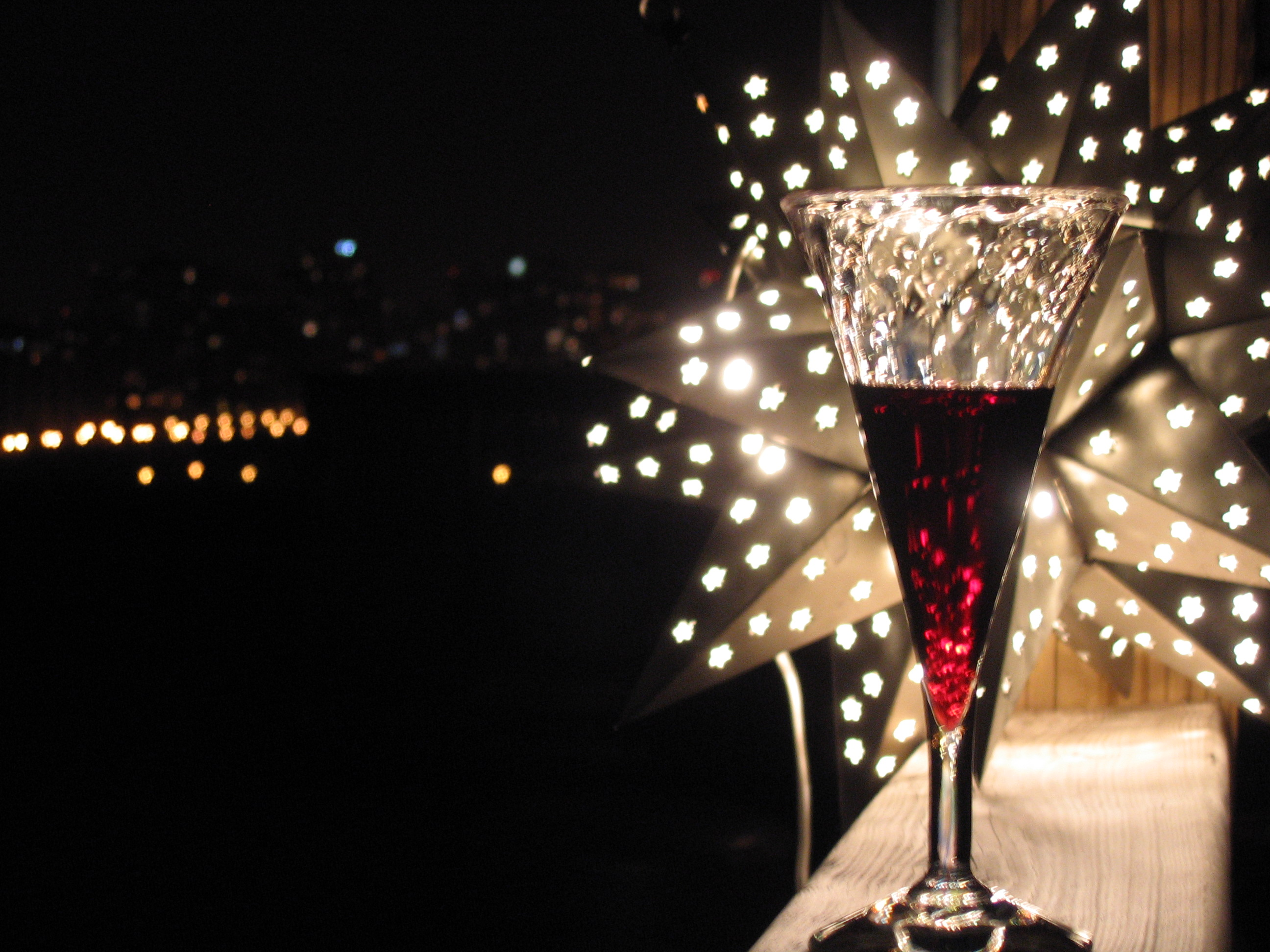
Stars and glass.
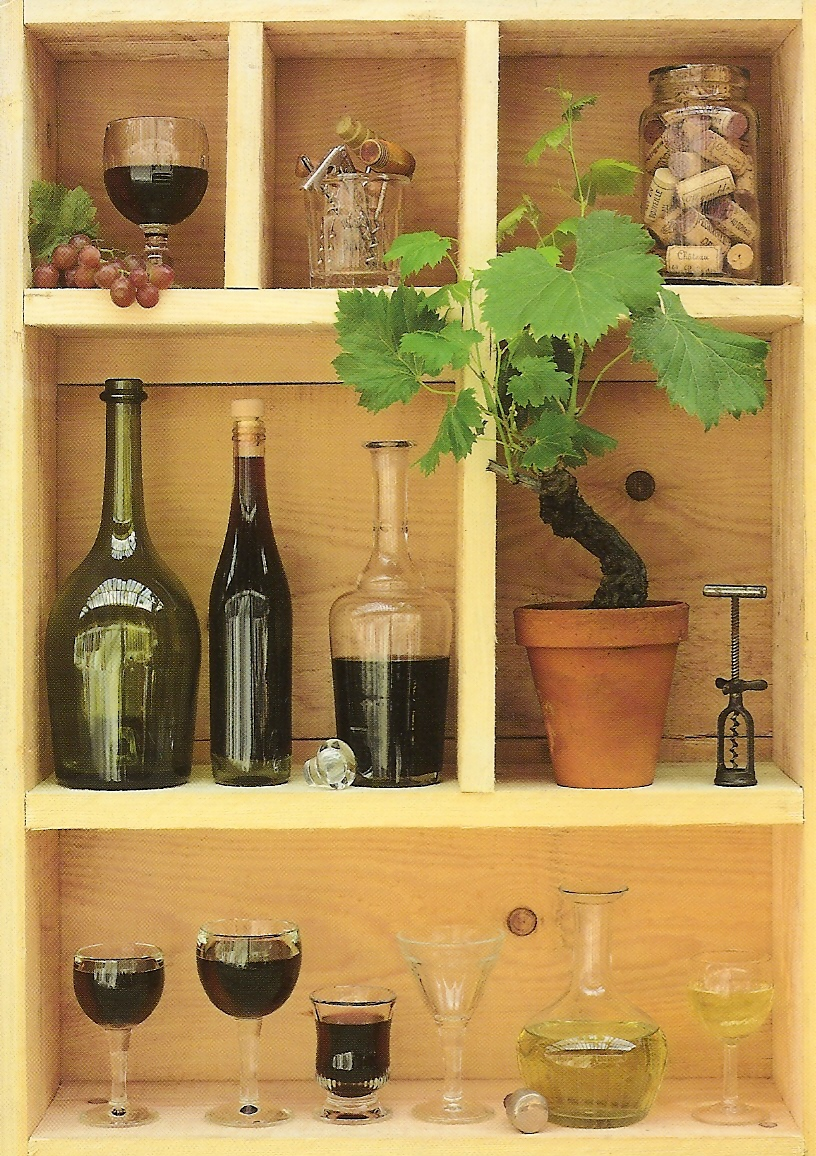
Composition autour du vin.
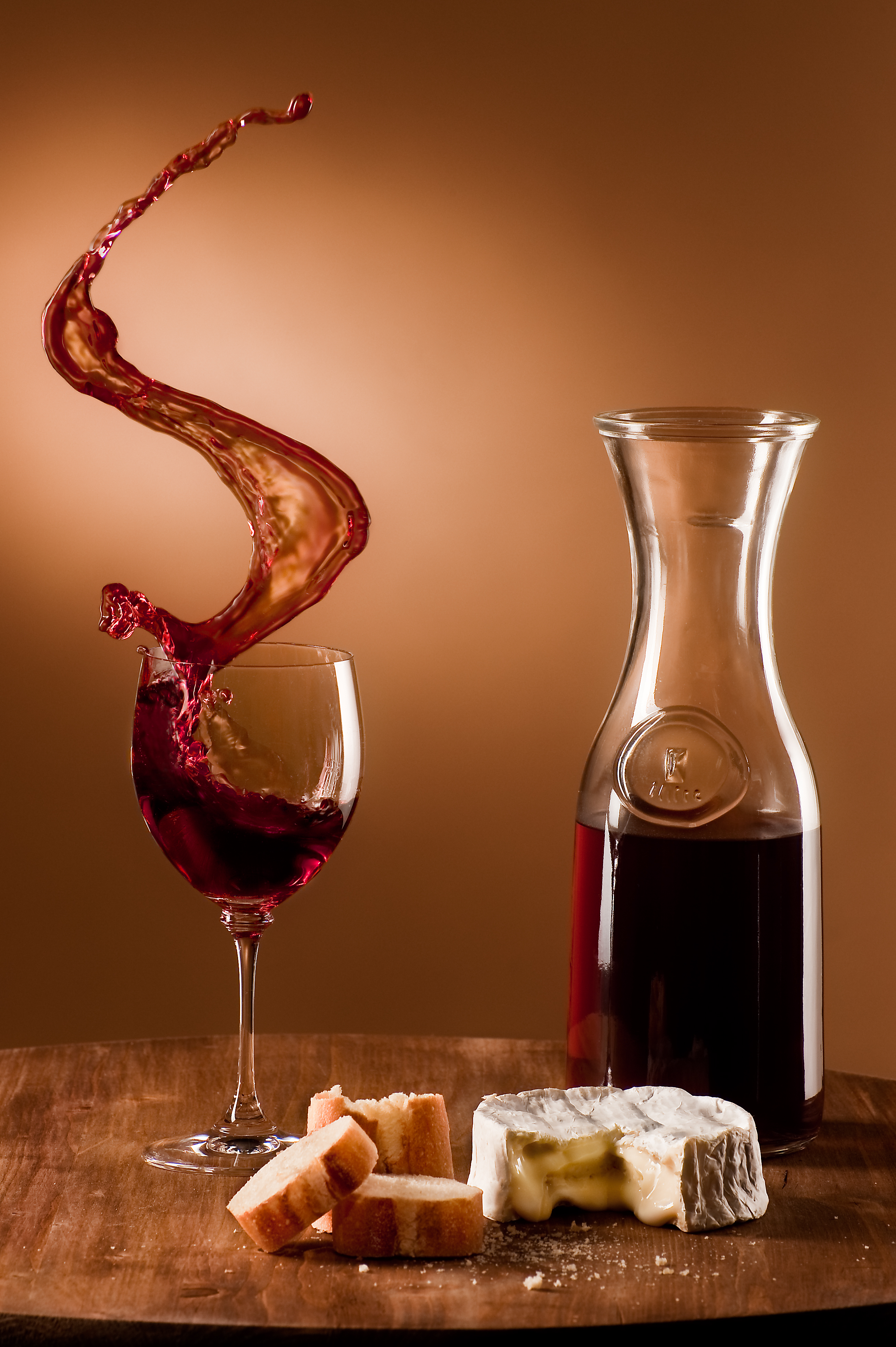
Composition autour du vin.
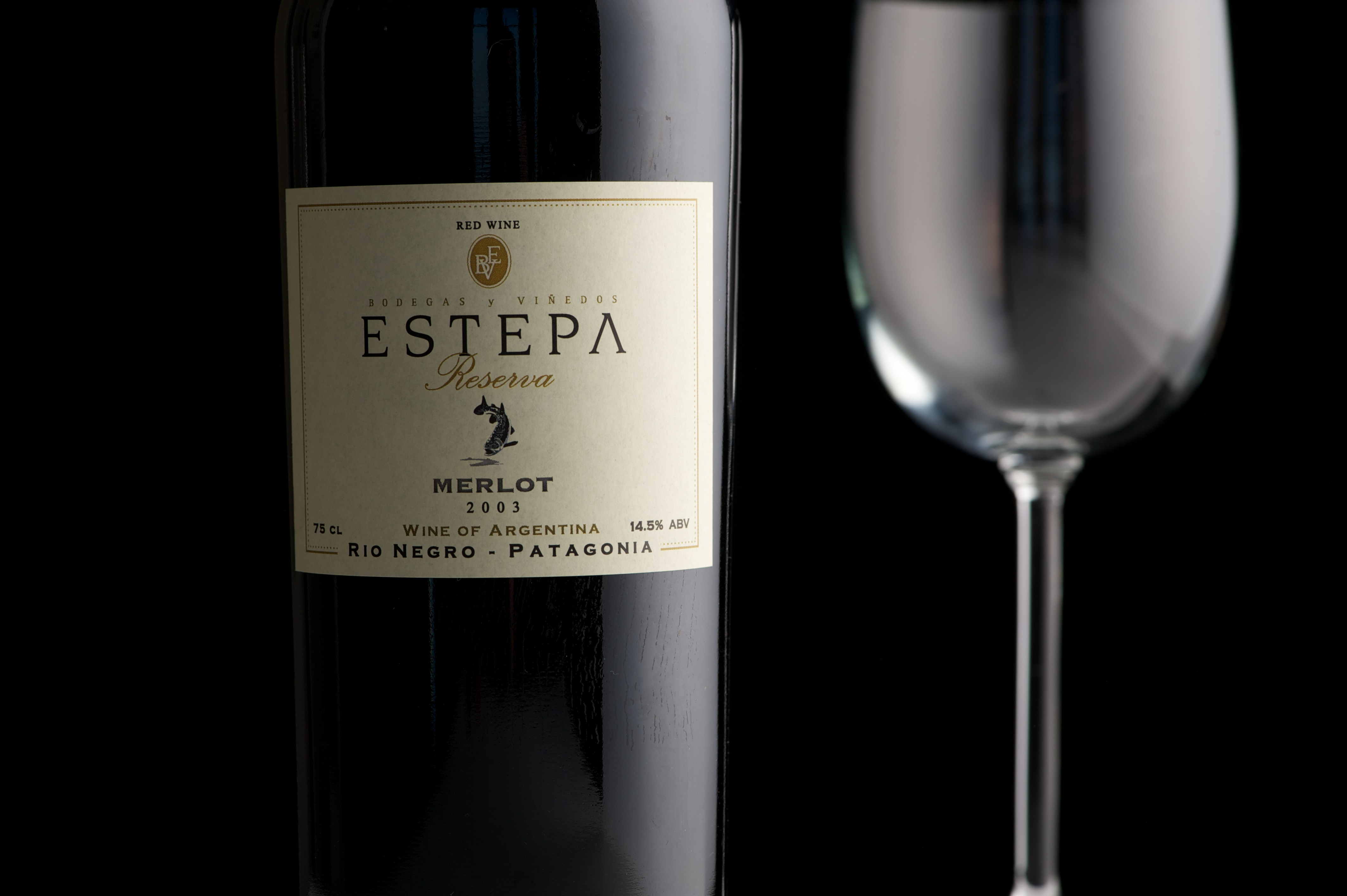
Merlot du Rio Negro, Patagonie.

### Cinéma
De nombreux films se passent au milieu des vignes, avec une action qui tourne autour de l’élaboration d’un vin rouge. Ils traduisent souvent un art de vivre ou un savoir-faire, à l’exemple de Une grande année de Ridley Scott où Max, un trader Anglais, reçoit un domaine viticole en héritage à la suite du décès de son oncle et revient alors dans le Luberon.
« Sous le soleil, au cœur de la douceur de vivre provençale, Max va mener l’enquête et découvrir que la vie doit être savourée comme un grand cru. »
D’autres films ont « vin rouge » dans leur titre comme La Nuit du vin rouge du réalisateur portugais José María Nunes ou encore un verre ou une bouteille de vin rouge sur leur affiche, comme La soupe aux choux de Jean Girault ou l’on voit Jean Carmet une bouteille de rouge à la main.